# NBA All-Rookie Team
All-NBA Rookie Team – pierwsza piątka najlepszych debiutantów danego sezonu ligi NBA.
Od sezonu 1988/89 zaczęto również wybierać drugą piątkę najlepszych debiutantów ligi (All-NBA Rookie Second Team).

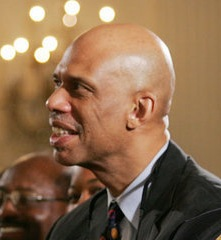
Kareem Abdul-Jabbar (jako Lew Alcindor) został wybrany do All-Rookie Team w 1970.

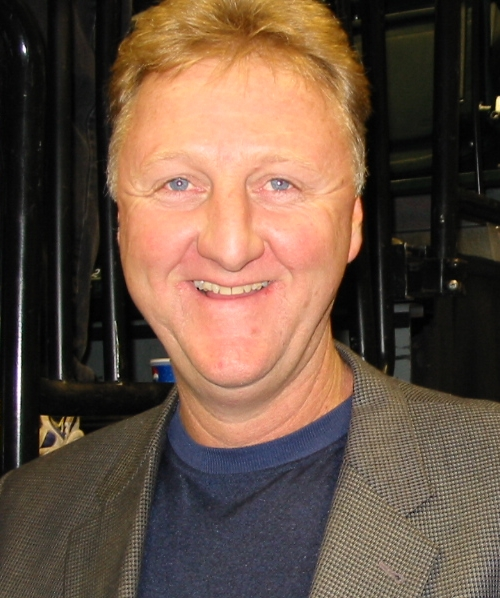
Larry Bird został wybrany do All-Rookie Team w 1980.

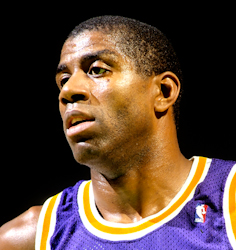
Magic Johnson został wybrany do All-Rookie Team 1980.

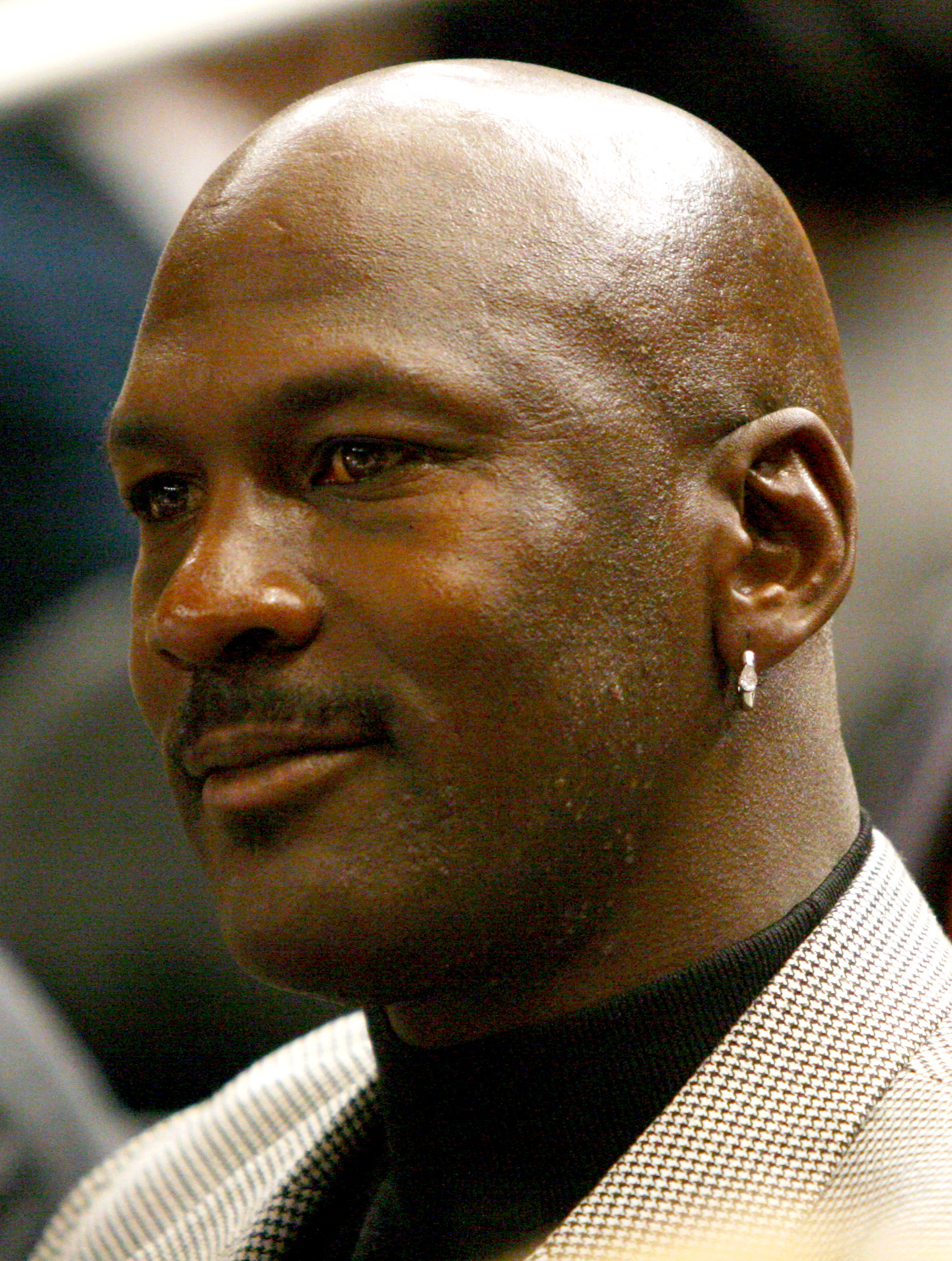
Michael Jordan został wybrany do All-Rookie Team w 1985.

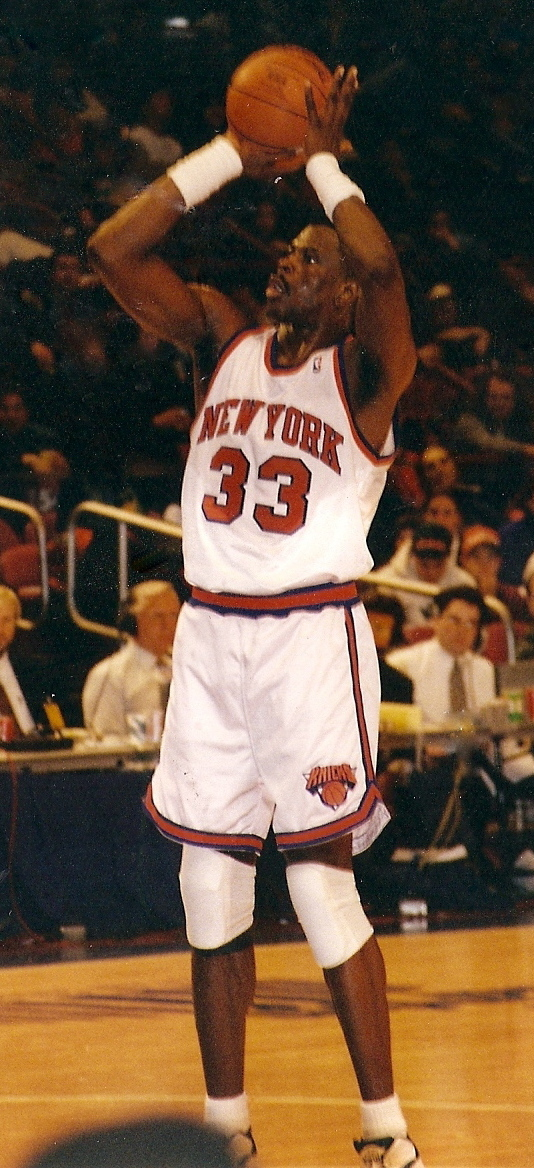
Patrick Ewing został wybrany do All-Rookie Team w 1986.

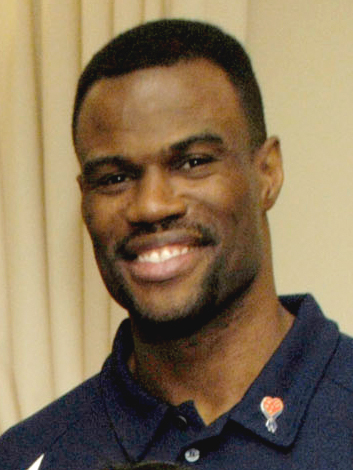
David Robinson został wybrany do I składu debiutantów NBA w 1990.

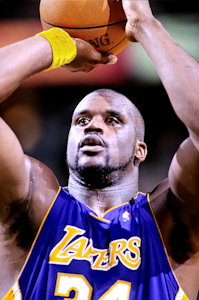
Shaquille O'Neal został wybrany do I składu debiutantów NBA w 1993.

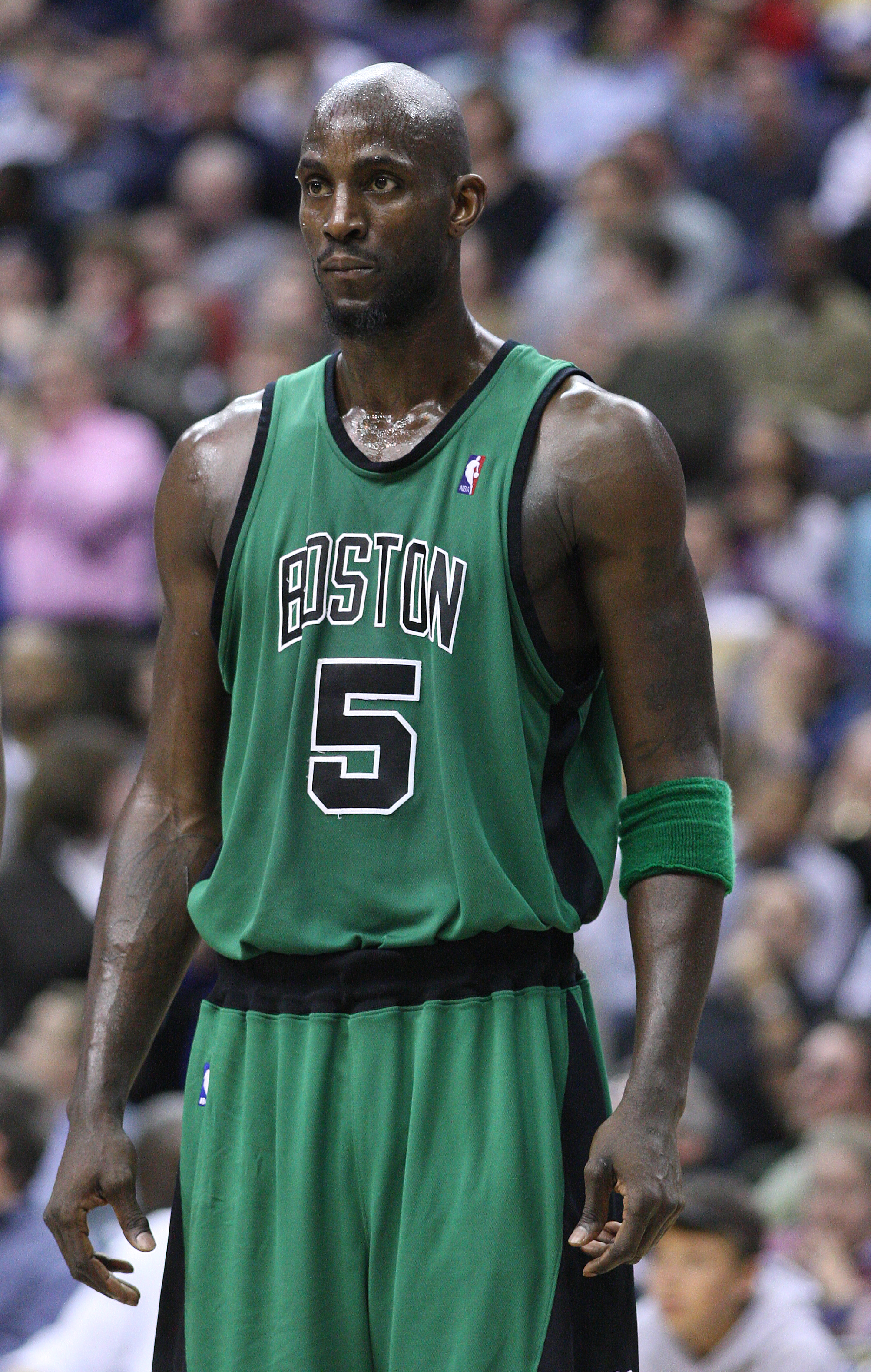
Kevin Garnett został wybrany do II składu debiutantów NBA w 1996.

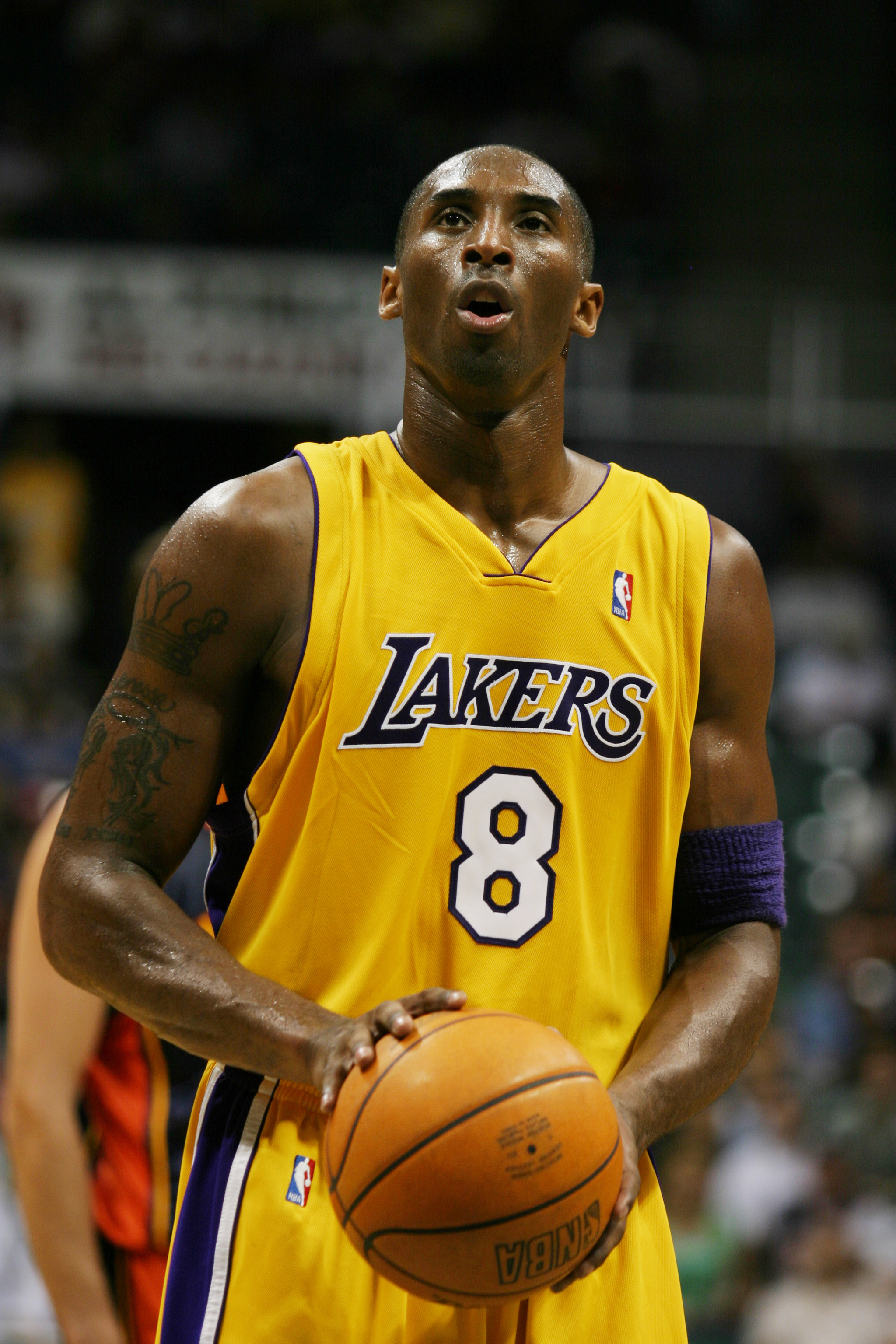
Kobe Bryant został wybrany do II składu debiutantów NBA w 1997.

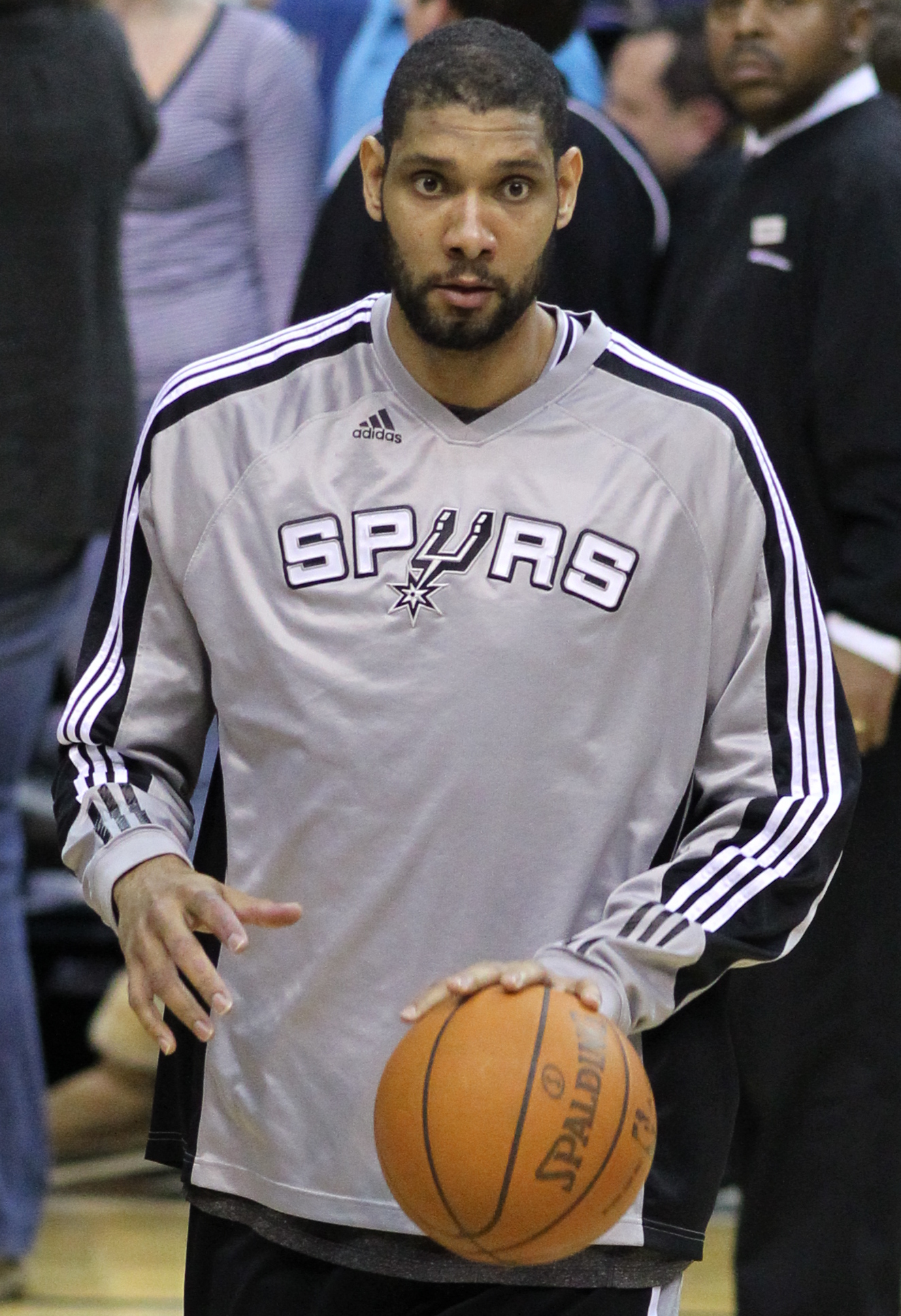
Tim Duncan został wybrany do I składu debiutantów NBA w 1998.

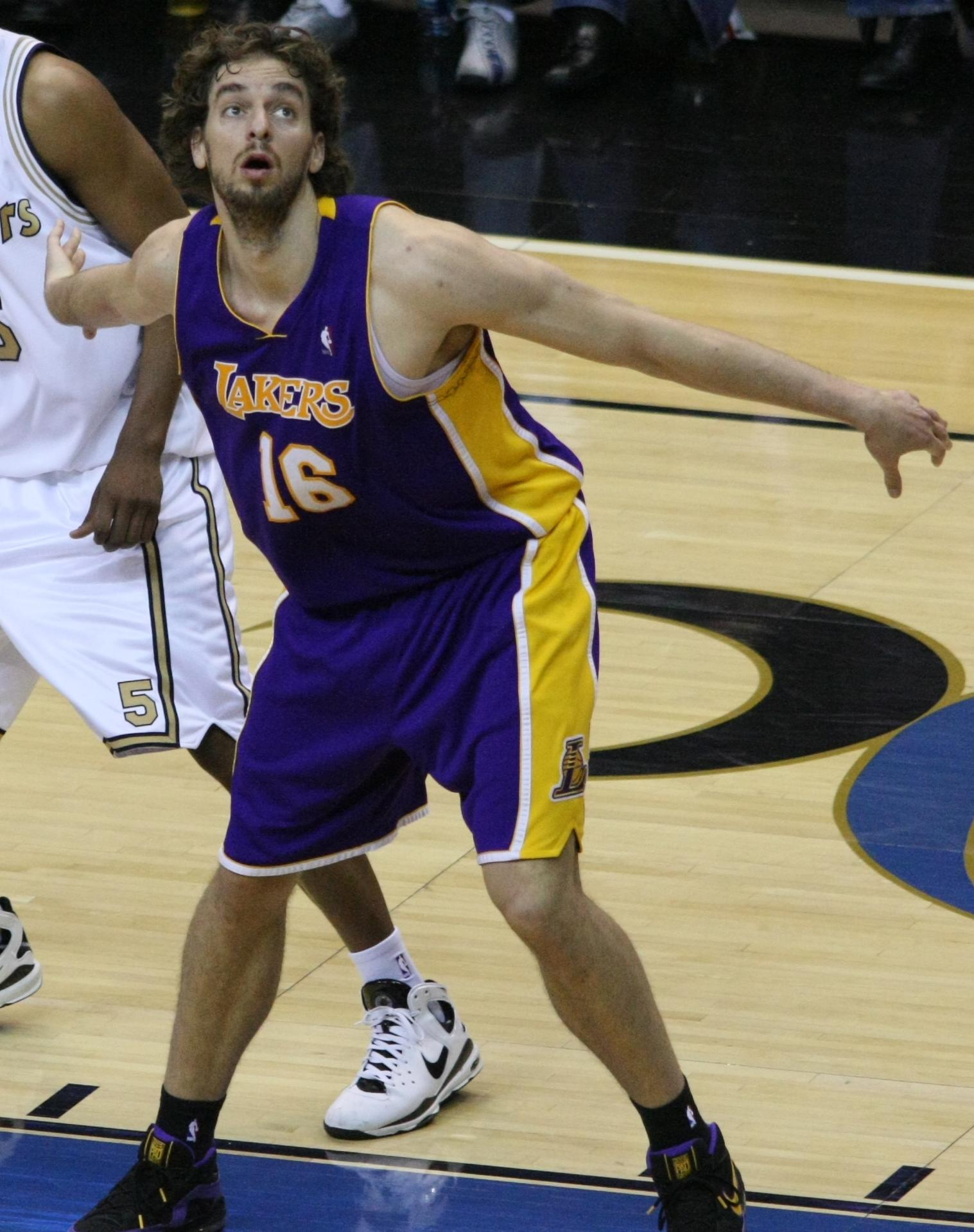
Pau Gasol został wybrany do I składu debiutantów NBA w 2002.

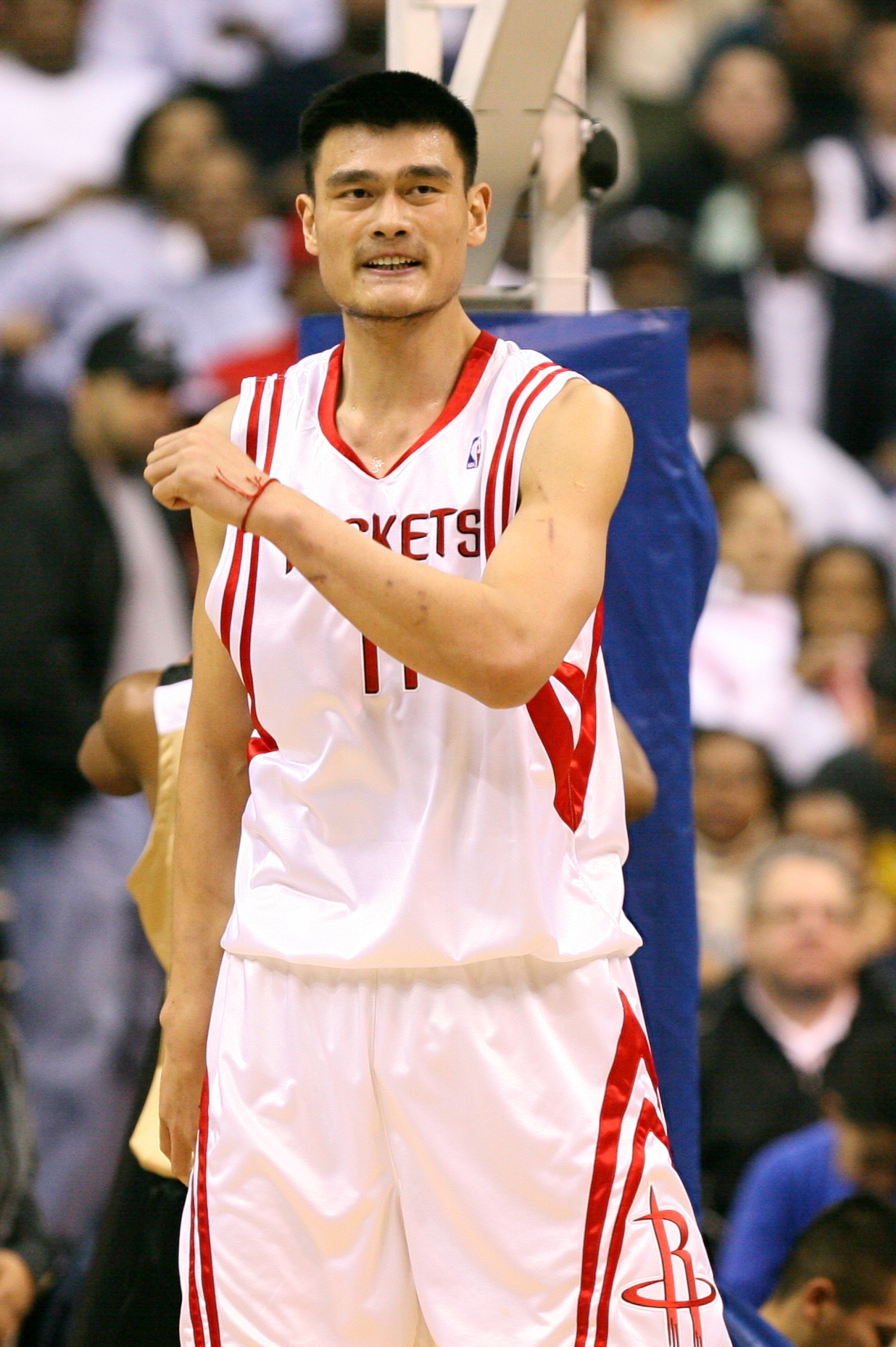
Yao Ming został wybrany do I składu debiutantów NBA w 2003.

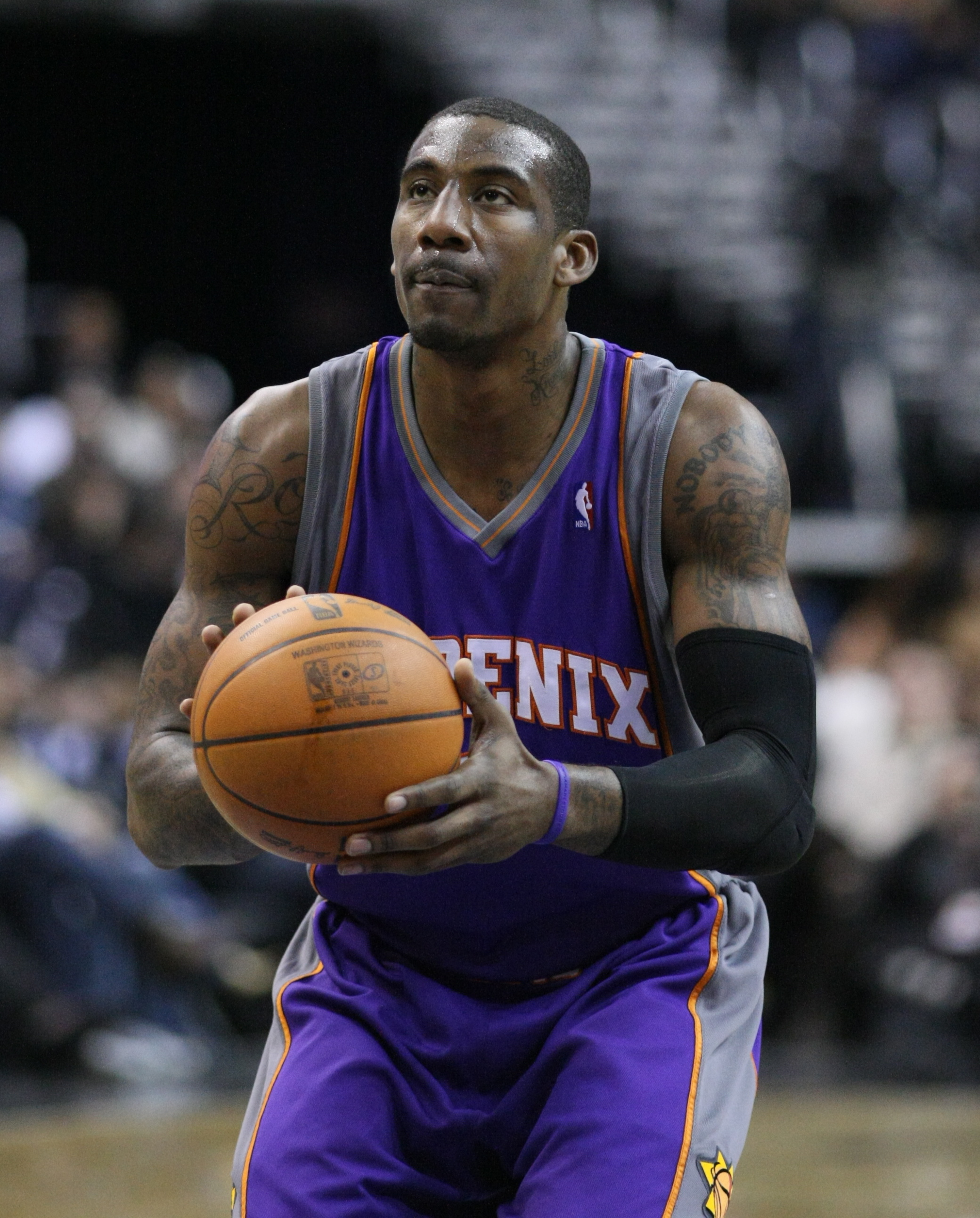
Laureat nagrody dla debiutanta roku – Amar'e Stoudemire został wybrany do I składu debiutantów NBA w 2003.

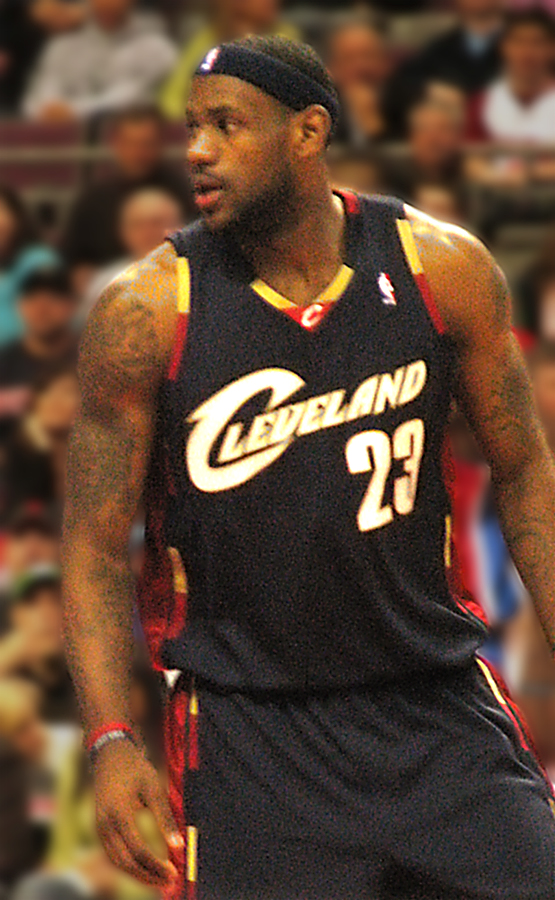
LeBron James został wybrany do I składu debiutantów NBA w 2004.

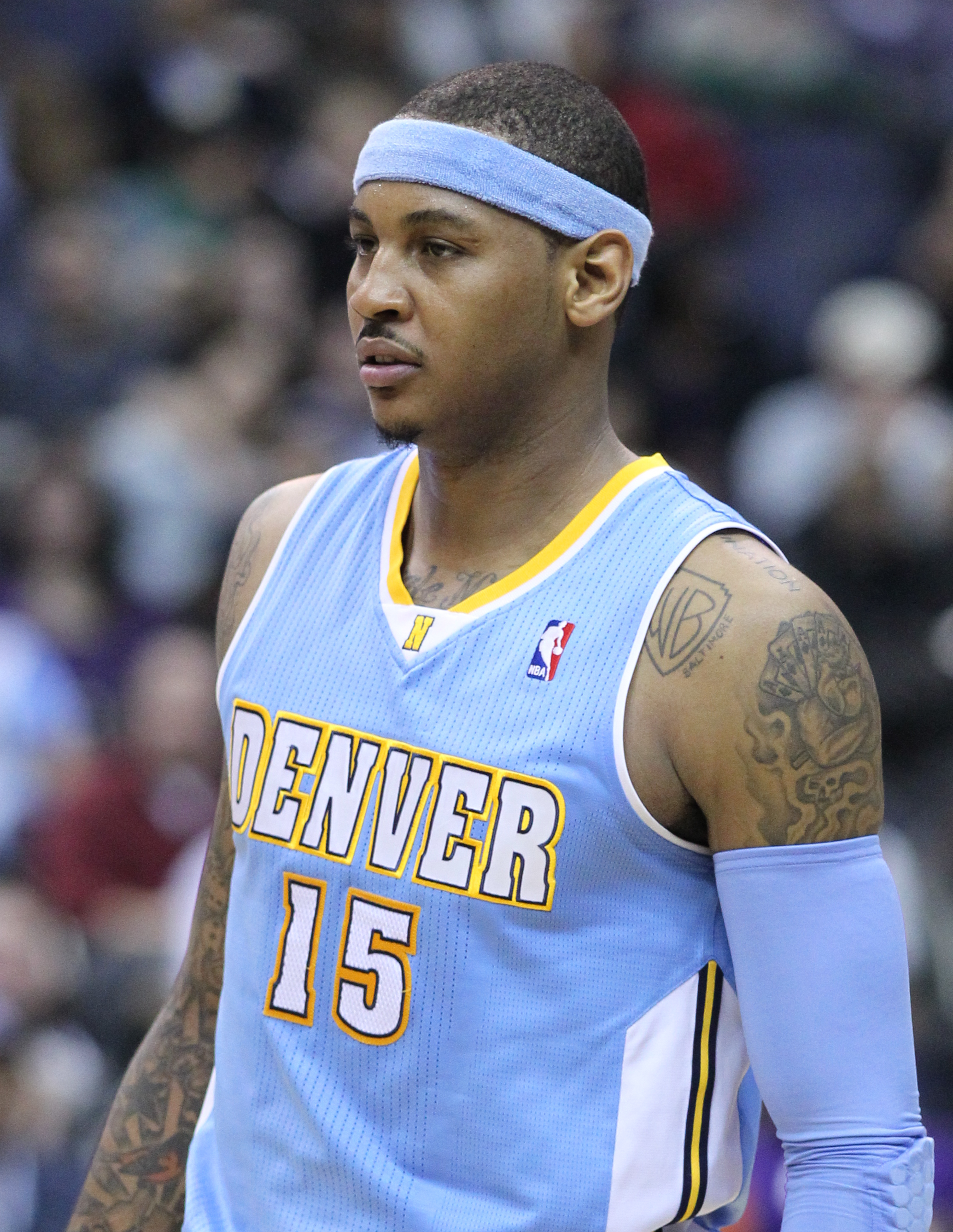
Carmelo Anthony został wybrany do I składu debiutantów NBA w 2004.

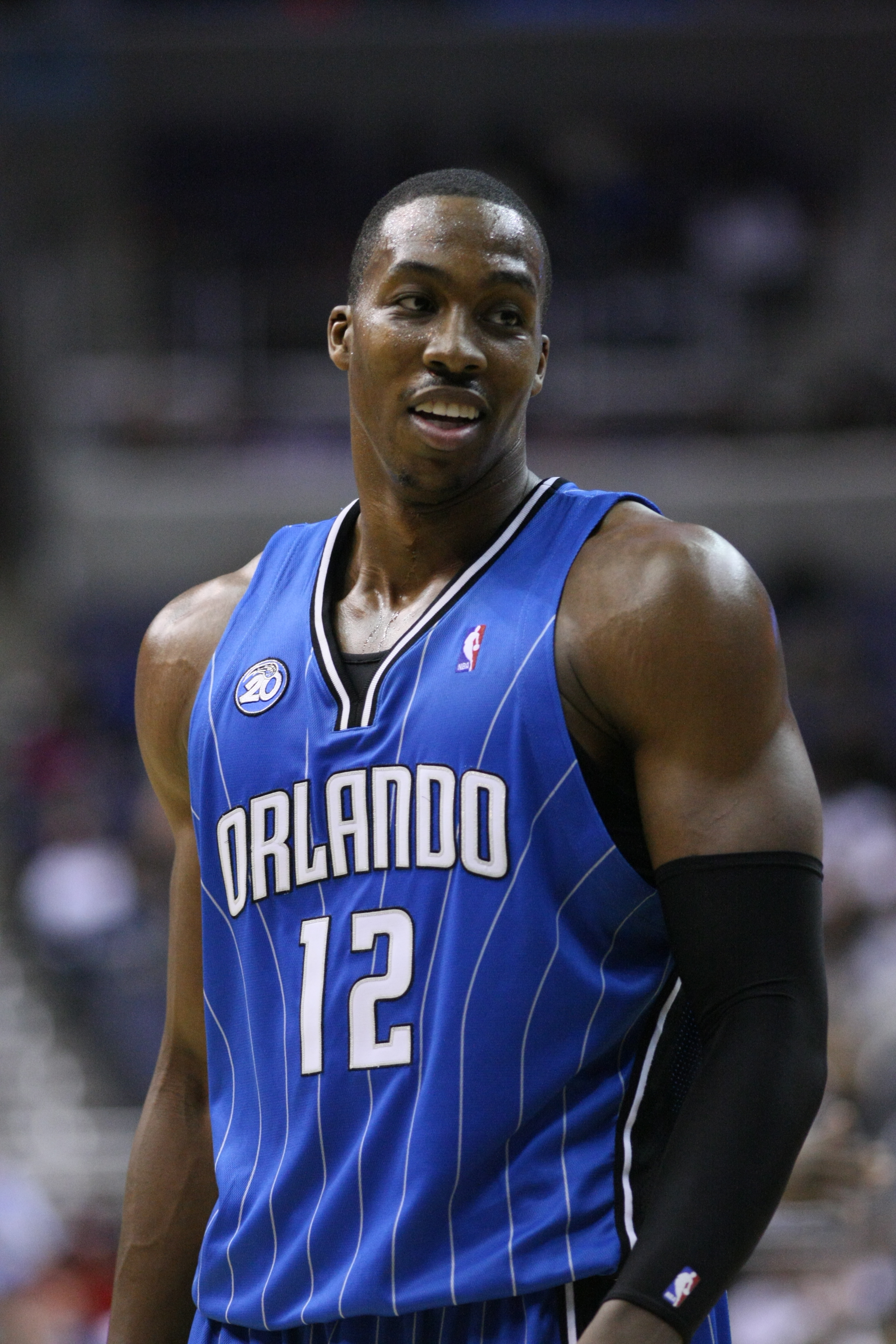
Dwight Howard został wybrany do I składu debiutantów NBA w 2005.

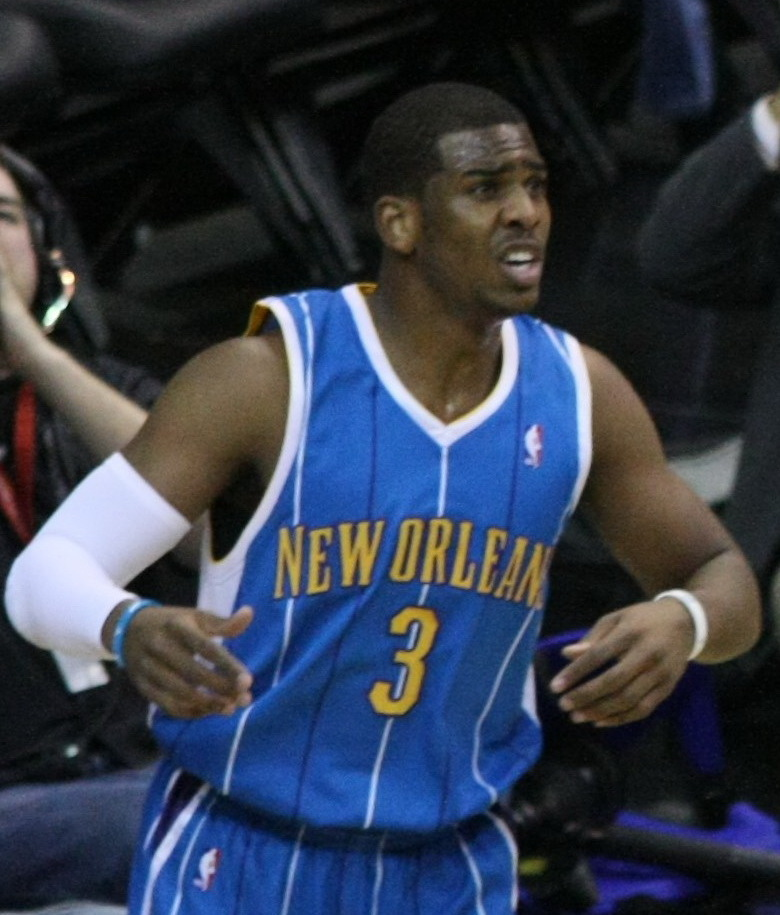
Chris Paul został wybrany do I składu debiutantów NBA w 2006.

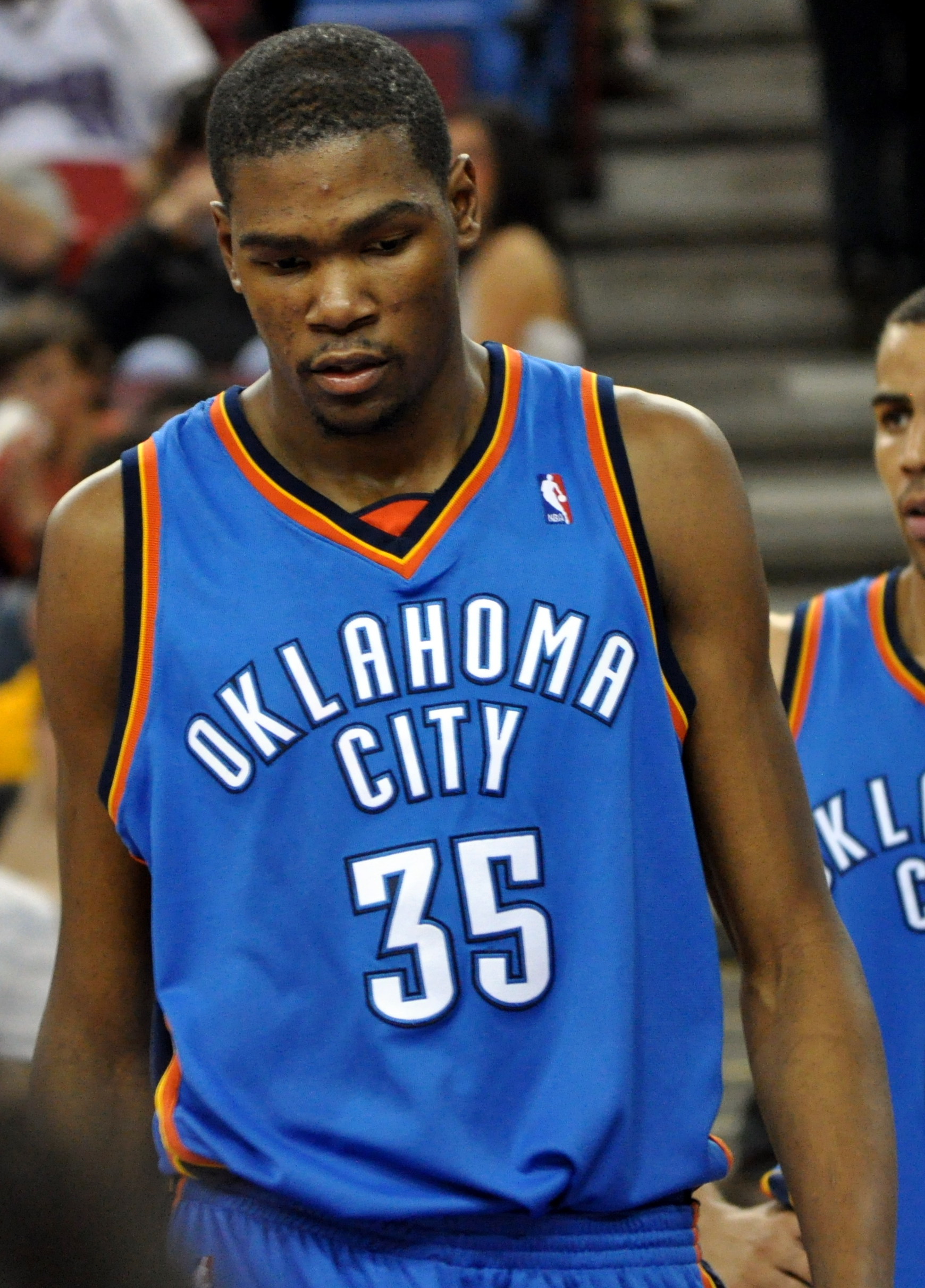
Kevin Durant został wybrany do I składu debiutantów NBA w 2008.

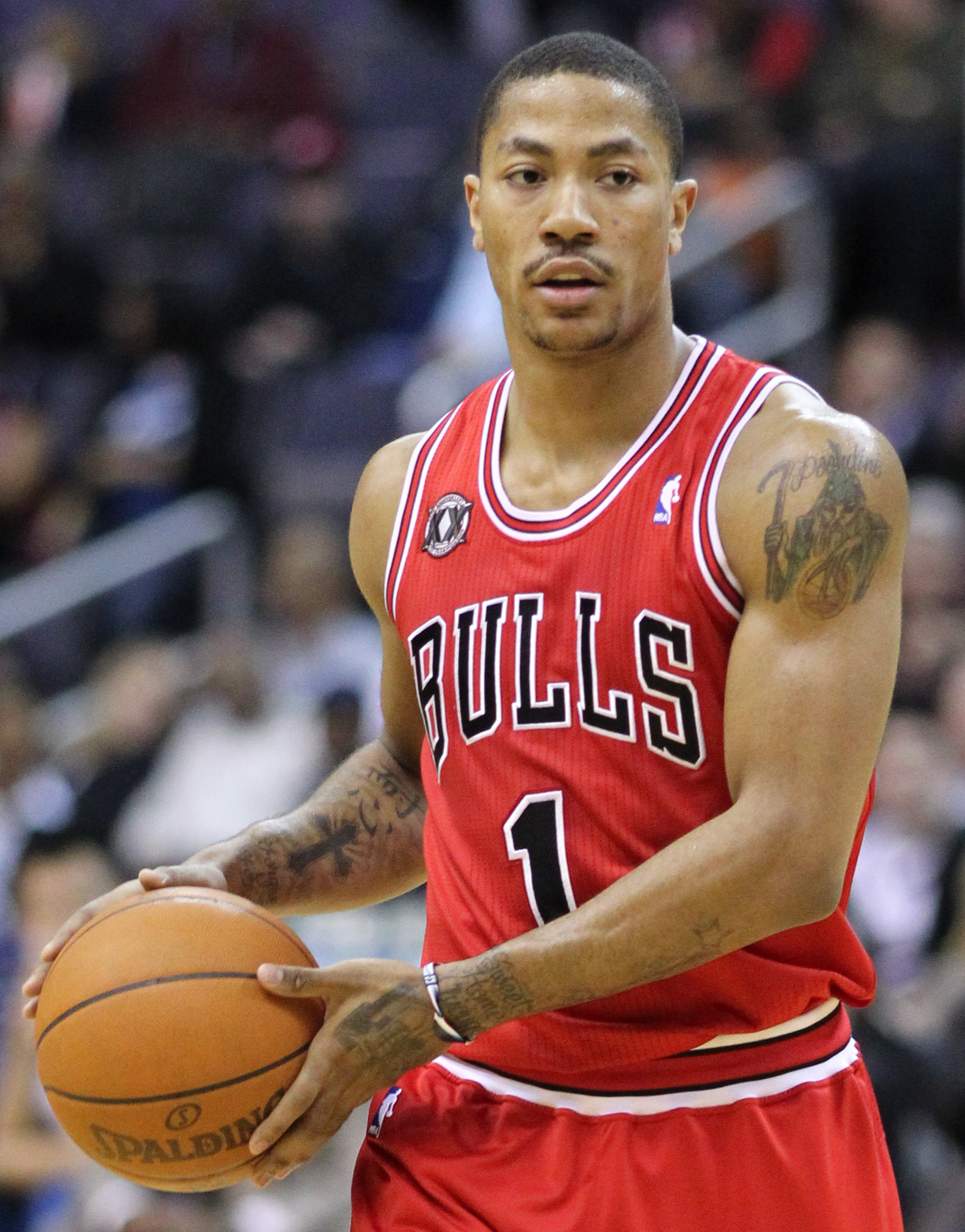
Derrick Rose został wybrany do I składu debiutantów NBA w 2009.

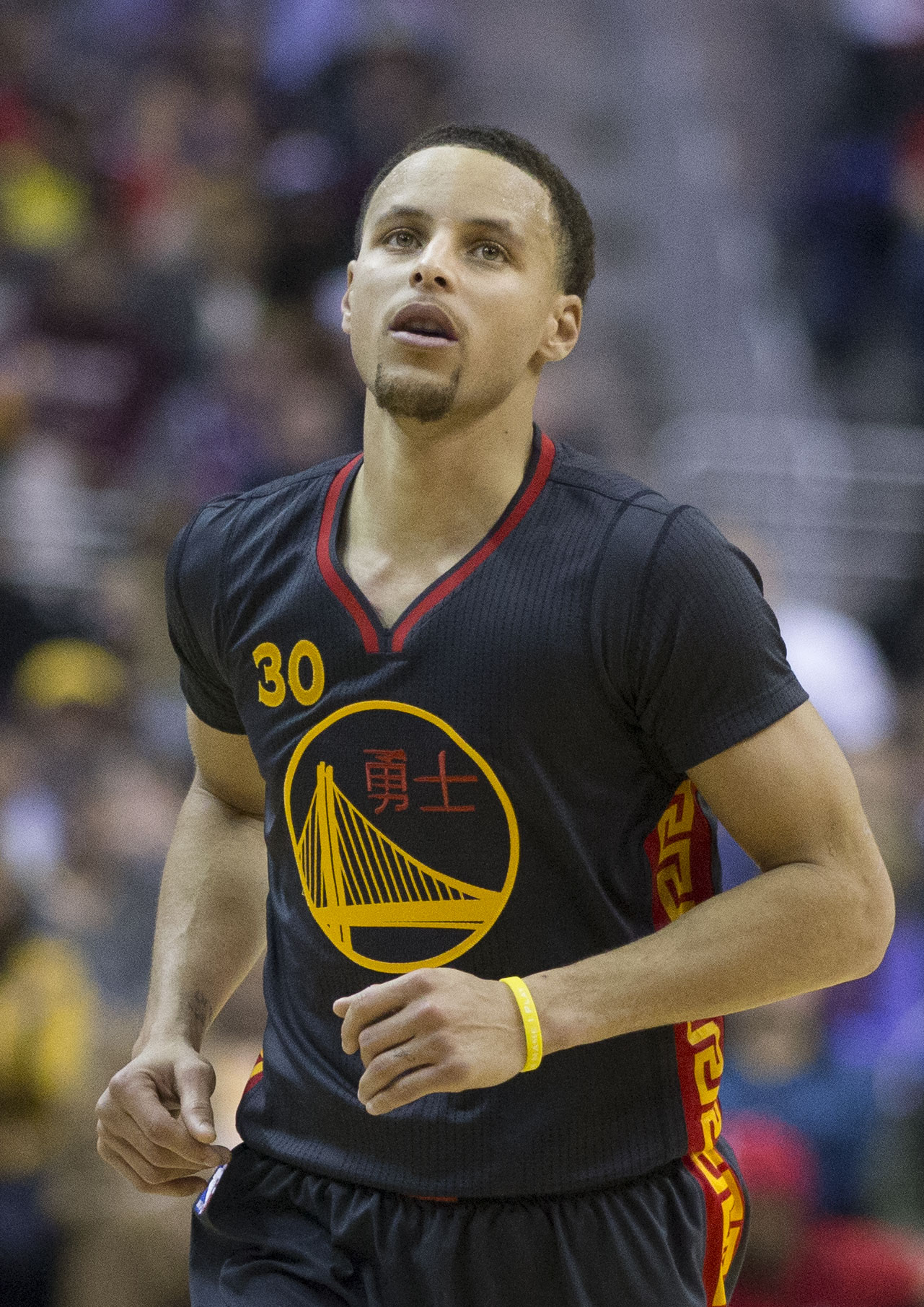
Stephen Curry został wybrany do I składu debiutantów NBA w 2010.

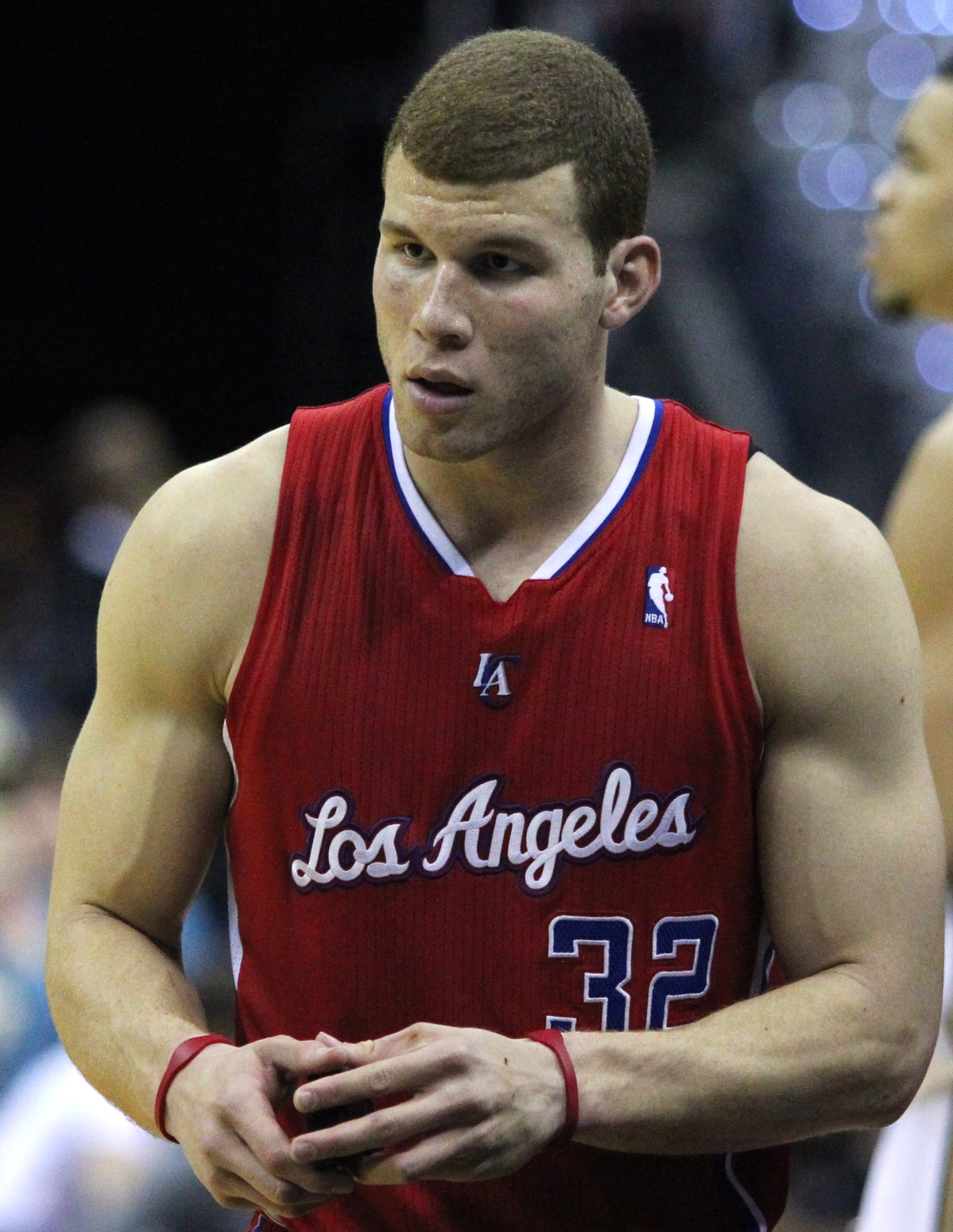
Blake Griffin został wybrany do I składu debiutantów NBA w 2011.

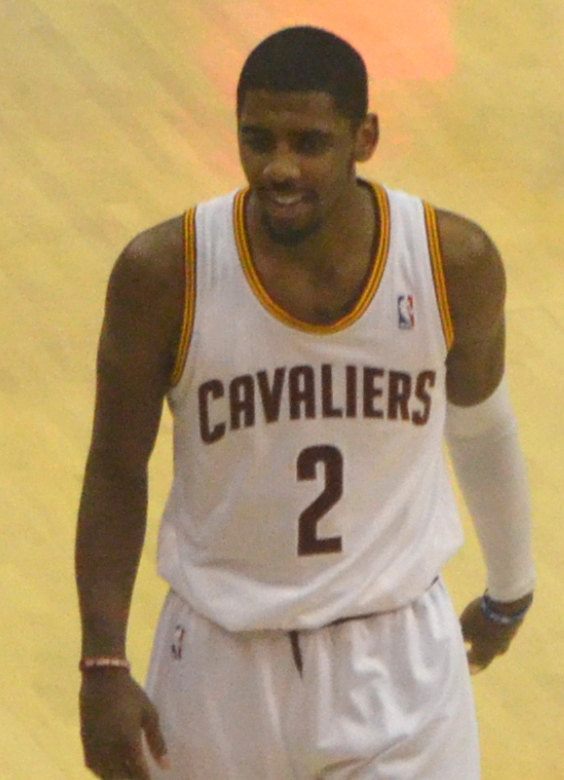
Kyrie Irving został wybrany do I składu debiutantów NBA w 2012.

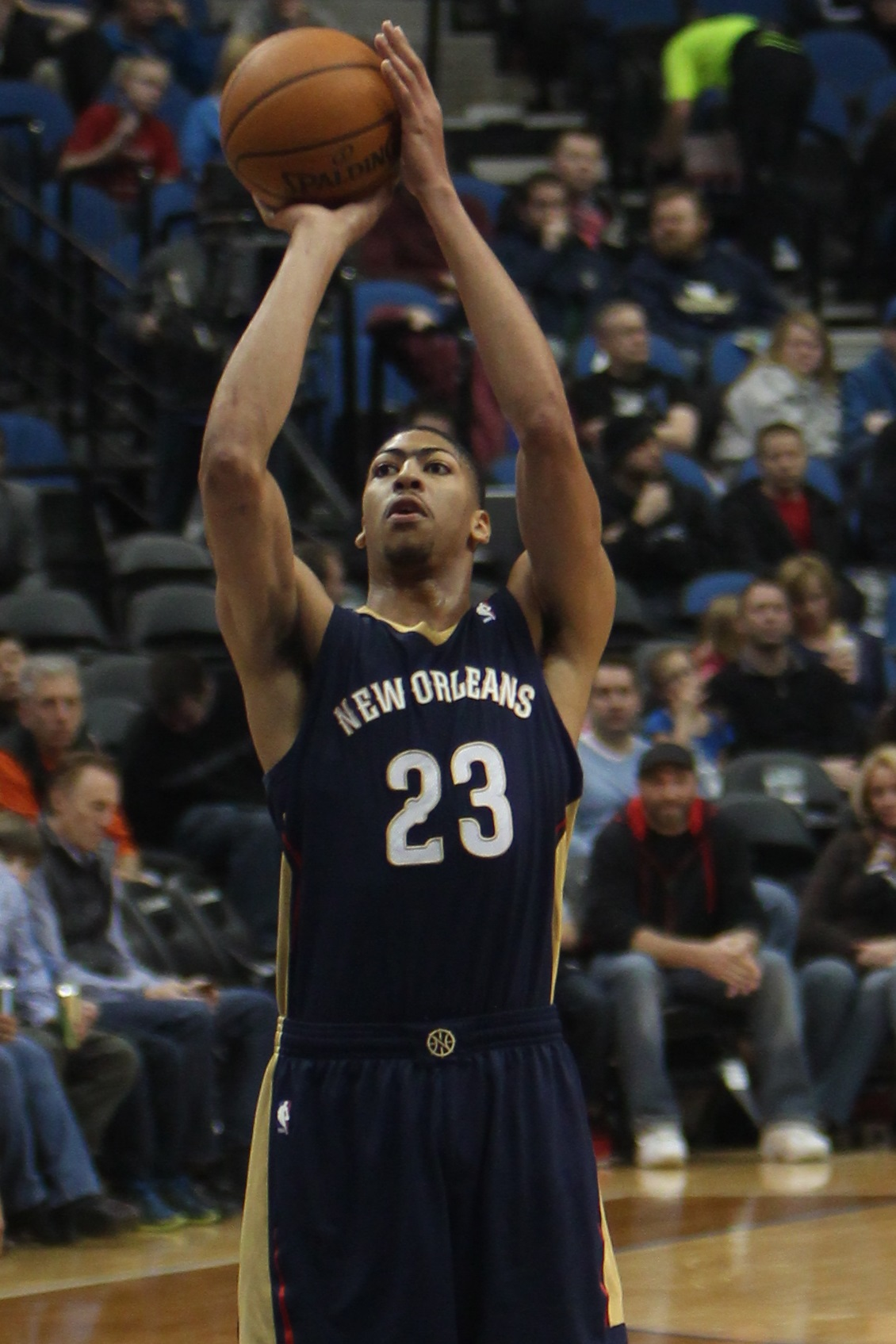
Anthony Davis został wybrany do I składu debiutantów NBA w 2013.

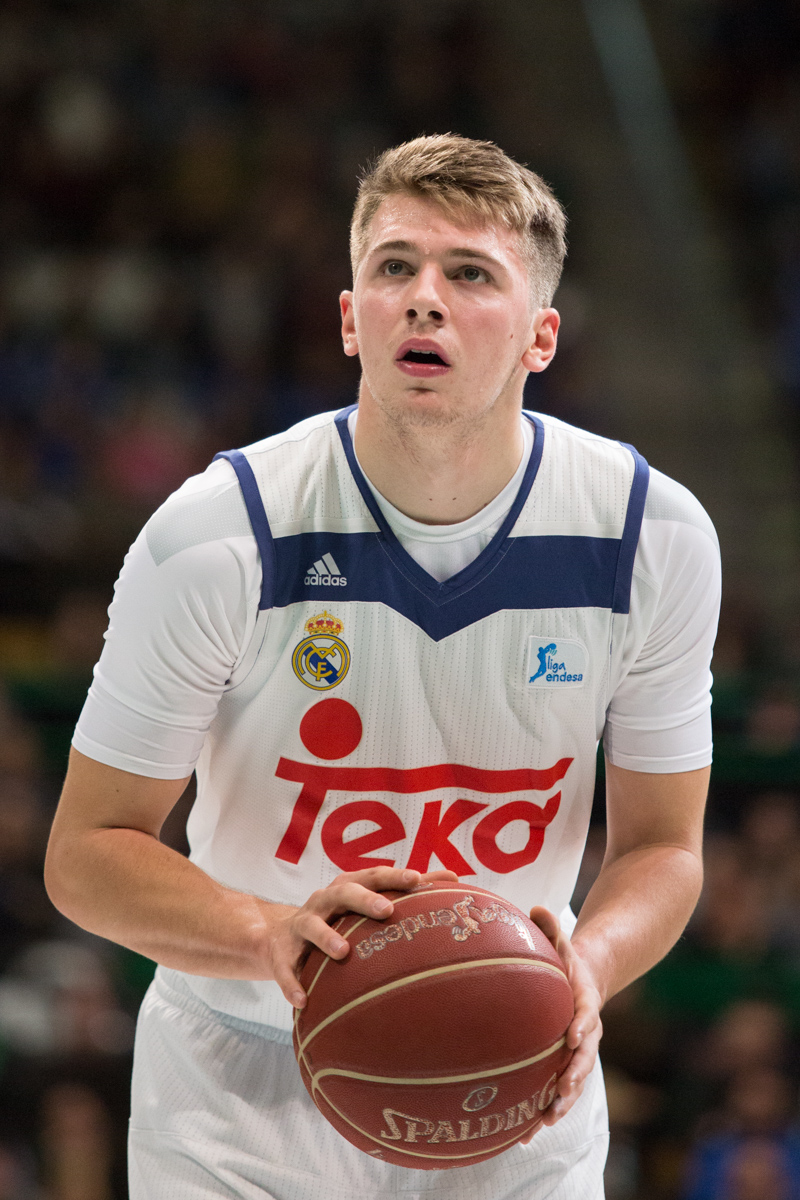
Luka Dončić został wybrany do I składu debiutantów NBA w 2019.

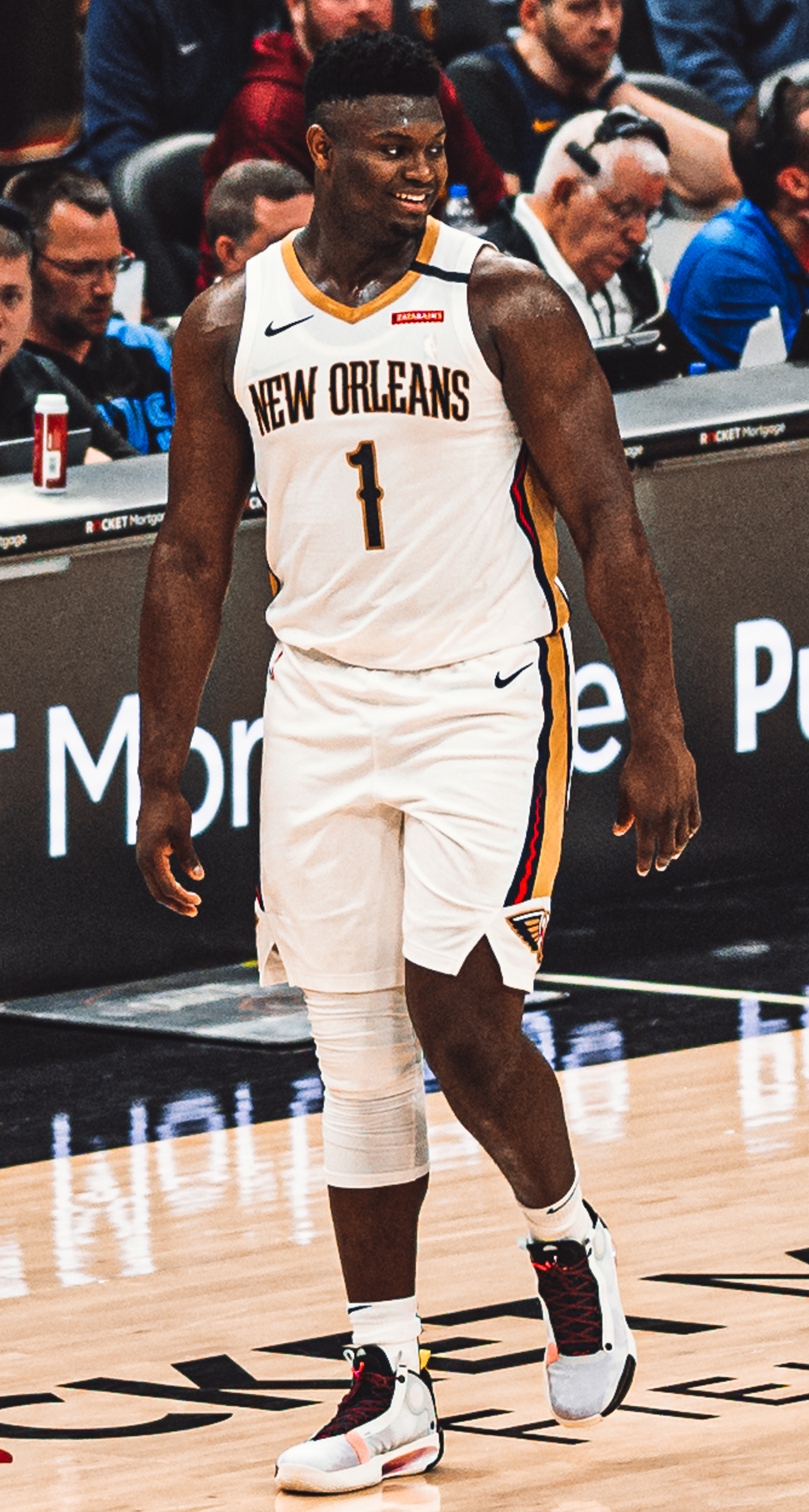
Zion Williamson został wybrany do I składu debiutantów NBA w 2020.

| ^           | Oznacza nadal aktywnego zawodnika NBA                                                             |
| *           | Oznacza zawodnika wybranego do Koszykarskiej Galerii Sław                                         |
| Pogrubienie | Oznacza zawodnika, który zdobył tytuł debiutanta roku NBA                                         |
| Kursywa     | Oznacza zawodnika, wybranego z pierwszym numerem draftu                                           |
| (tie)       | Oznacza remis w głosowaniu, taką samą liczbę głosów, oddaną na więcej niż jednego zawodnika       |
| (X)         | Cyfra lub liczba w nawiasie obok drużyny, oznacza kolejną nagrodę dla zawodnika tego samego klubu |

| Seazon  | I skład                  | I skład                                  | II skład                  | II skład                                |
| Seazon  | Zawodnicy                | Zespoły                                  | Zawodnicy                 | Zespoły                                 |
| ------- | ------------------------ | ---------------------------------------- | ------------------------- | --------------------------------------- |
| 1962–63 | Terry Dischinger         | Chicago Zephyrs                          | Nie wybierano             | Nie wybierano                           |
| 1962–63 | Chet Walker*             | Syracuse Nationals                       | Nie wybierano             | Nie wybierano                           |
| 1962–63 | Zelmo Beaty*             | St. Louis Hawks                          | Nie wybierano             | Nie wybierano                           |
| 1962–63 | John Havlicek*           | Boston Celtics                           | Nie wybierano             | Nie wybierano                           |
| 1962–63 | Dave DeBusschere*        | Detroit Pistons                          | Nie wybierano             | Nie wybierano                           |
| 1963/64 | Jerry Lucas*             | Cincinnati Royals                        | Nie wybierano             | Nie wybierano                           |
| 1963/64 | Gus Johnson*             | Baltimore Bullets                        | Nie wybierano             | Nie wybierano                           |
| 1963/64 | Nate Thurmond*           | San Francisco Warriors                   | Nie wybierano             | Nie wybierano                           |
| 1963/64 | Art Heyman               | New York Knicks                          | Nie wybierano             | Nie wybierano                           |
| 1963/64 | Rod Thorn                | Baltimore Bullets (2)                    | Nie wybierano             | Nie wybierano                           |
| 1964/65 | Willis Reed*             | New York Knicks (2)                      | Nie wybierano             | Nie wybierano                           |
| 1964/65 | Jim Barnes               | New York Knicks (3)                      | Nie wybierano             | Nie wybierano                           |
| 1964/65 | Howard Komives           | New York Knicks (4)                      | Nie wybierano             | Nie wybierano                           |
| 1964/65 | Lucious Jackson          | Philadelphia 76ers                       | Nie wybierano             | Nie wybierano                           |
| 1964/65 | Wali Jones (tie)         | Baltimore Bullets (3)                    | Nie wybierano             | Nie wybierano                           |
| 1964/65 | Joe Caldwell (tie)       | Detroit Pistons (2)                      | Nie wybierano             | Nie wybierano                           |
| 1965/66 | Rick Barry*              | San Francisco Warriors (2)               | Nie wybierano             | Nie wybierano                           |
| 1965/66 | Billy Cunningham*        | Philadelphia 76ers (2)                   | Nie wybierano             | Nie wybierano                           |
| 1965/66 | Tom Van Arsdale          | Detroit Pistons (3)                      | Nie wybierano             | Nie wybierano                           |
| 1965/66 | Dick Van Arsdale         | New York Knicks (5)                      | Nie wybierano             | Nie wybierano                           |
| 1965/66 | Fred Hetzel              | San Francisco Warriors (3)               | Nie wybierano             | Nie wybierano                           |
| 1966/67 | Lou Hudson               | St. Louis Hawks (2)                      | Nie wybierano             | Nie wybierano                           |
| 1966/67 | Jack Marin               | Baltimore Bullets (4)                    | Nie wybierano             | Nie wybierano                           |
| 1966/67 | Erwin Mueller            | Chicago Bulls                            | Nie wybierano             | Nie wybierano                           |
| 1966/67 | Cazzie Russell           | New York Knicks (6)                      | Nie wybierano             | Nie wybierano                           |
| 1966/67 | Dave Bing*               | Detroit Pistons (4)                      | Nie wybierano             | Nie wybierano                           |
| 1967/68 | Earl Monroe*             | Baltimore Bullets (5)                    | Nie wybierano             | Nie wybierano                           |
| 1967/68 | Bob Rule                 | Seattle SuperSonics                      | Nie wybierano             | Nie wybierano                           |
| 1967/68 | Walt Frazier*            | New York Knicks (7)                      | Nie wybierano             | Nie wybierano                           |
| 1967/68 | Al Tucker                | Seattle SuperSonics (2)                  | Nie wybierano             | Nie wybierano                           |
| 1967/68 | Phil Jackson             | New York Knicks (8)                      | Nie wybierano             | Nie wybierano                           |
| 1968/69 | Wes Unseld*              | Baltimore Bullets (6)                    | Nie wybierano             | Nie wybierano                           |
| 1968/69 | Elvin Hayes*             | San Diego Rockets                        | Nie wybierano             | Nie wybierano                           |
| 1968/69 | Bill Hewitt              | Los Angeles Lakers                       | Nie wybierano             | Nie wybierano                           |
| 1968/69 | Art Harris               | Seattle SuperSonics (3)                  | Nie wybierano             | Nie wybierano                           |
| 1968/69 | Gary Gregor              | Phoenix Suns                             | Nie wybierano             | Nie wybierano                           |
| 1969/70 | Lew Alcindor*            | Milwaukee Bucks                          | Nie wybierano             | Nie wybierano                           |
| 1969/70 | Bob Dandridge*           | Milwaukee Bucks (2)                      | Nie wybierano             | Nie wybierano                           |
| 1969/70 | Jo Jo White*             | Boston Celtics (2)                       | Nie wybierano             | Nie wybierano                           |
| 1969/70 | Mike Davis               | Baltimore Bullets (7)                    | Nie wybierano             | Nie wybierano                           |
| 1969/70 | Dick Garrett             | Los Angeles Lakers (2)                   | Nie wybierano             | Nie wybierano                           |
| 1970/71 | Geoff Petrie             | Portland Trail Blazers                   | Nie wybierano             | Nie wybierano                           |
| 1970/71 | Dave Cowens*             | Boston Celtics (3)                       | Nie wybierano             | Nie wybierano                           |
| 1970/71 | Pete Maravich*           | Atlanta Hawks (3)                        | Nie wybierano             | Nie wybierano                           |
| 1970/71 | Calvin Murphy*           | San Diego Rockets (2)                    | Nie wybierano             | Nie wybierano                           |
| 1970/71 | Bob Lanier*              | Detroit Pistons (5)                      | Nie wybierano             | Nie wybierano                           |
| 1971/72 | Elmore Smith             | Buffalo Braves                           | Nie wybierano             | Nie wybierano                           |
| 1971/72 | Sidney Wicks             | Portland Trail Blazers (2)               | Nie wybierano             | Nie wybierano                           |
| 1971/72 | Austin Carr              | Cleveland Cavaliers                      | Nie wybierano             | Nie wybierano                           |
| 1971/72 | Phil Chenier             | Baltimore Bullets (8)                    | Nie wybierano             | Nie wybierano                           |
| 1971/72 | Clifford Ray             | Chicago Bulls (2)                        | Nie wybierano             | Nie wybierano                           |
| 1972/73 | Bob McAdoo               | Buffalo Braves (2)                       | Nie wybierano             | Nie wybierano                           |
| 1972/73 | Lloyd Neal               | Portland Trail Blazers (3)               | Nie wybierano             | Nie wybierano                           |
| 1972/73 | Fred Boyd                | Philadelphia 76ers (3)                   | Nie wybierano             | Nie wybierano                           |
| 1972/73 | Dwight Davis             | Cleveland Cavaliers (2)                  | Nie wybierano             | Nie wybierano                           |
| 1972/73 | Jim Price                | Los Angeles Lakers (3)                   | Nie wybierano             | Nie wybierano                           |
| 1973/74 | Ernie DiGregorio         | Buffalo Braves (3)                       | Nie wybierano             | Nie wybierano                           |
| 1973/74 | Ron Behagen              | Kansas City–Omaha Kings (2)              | Nie wybierano             | Nie wybierano                           |
| 1973/74 | Mike Bantom              | Phoenix Suns (2)                         | Nie wybierano             | Nie wybierano                           |
| 1973/74 | John Brown               | Atlanta Hawks (4)                        | Nie wybierano             | Nie wybierano                           |
| 1973/74 | Nick Weatherspoon        | Capital Bullets (9)                      | Nie wybierano             | Nie wybierano                           |
| 1974/75 | Jamaal Wilkes*           | Golden State Warriors (4)                | Nie wybierano             | Nie wybierano                           |
| 1974/75 | John Drew                | Atlanta Hawks (5)                        | Nie wybierano             | Nie wybierano                           |
| 1974/75 | Scott Wedman             | Kansas City–Omaha Kings (3)              | Nie wybierano             | Nie wybierano                           |
| 1974/75 | Tommy Burleson           | Seattle SuperSonics (4)                  | Nie wybierano             | Nie wybierano                           |
| 1974/75 | Brian Winters            | Los Angeles Lakers (4)                   | Nie wybierano             | Nie wybierano                           |
| 1975/76 | Alvan Adams              | Phoenix Suns (3)                         | Nie wybierano             | Nie wybierano                           |
| 1975/76 | Gus Williams             | Golden State Warriors (5)                | Nie wybierano             | Nie wybierano                           |
| 1975/76 | Joe Meriweather          | Houston Rockets (3)                      | Nie wybierano             | Nie wybierano                           |
| 1975/76 | John Shumate             | Buffalo Braves (4)                       | Nie wybierano             | Nie wybierano                           |
| 1975/76 | Lionel Hollins           | Portland Trail Blazers (4)               | Nie wybierano             | Nie wybierano                           |
| 1976/77 | Adrian Dantley*          | Buffalo Braves (5)                       | Nie wybierano             | Nie wybierano                           |
| 1976/77 | Scott May                | Chicago Bulls (3)                        | Nie wybierano             | Nie wybierano                           |
| 1976/77 | Mitch Kupchak            | Washington Bullets (10)                  | Nie wybierano             | Nie wybierano                           |
| 1976/77 | John Lucas               | Houston Rockets (4)                      | Nie wybierano             | Nie wybierano                           |
| 1976/77 | Ron Lee                  | Phoenix Suns (4)                         | Nie wybierano             | Nie wybierano                           |
| 1977/78 | Walter Davis             | Phoenix Suns (5)                         | Nie wybierano             | Nie wybierano                           |
| 1977/78 | Marques Johnson          | Milwaukee Bucks (3)                      | Nie wybierano             | Nie wybierano                           |
| 1977/78 | Bernard King*            | New Jersey Nets                          | Nie wybierano             | Nie wybierano                           |
| 1977/78 | Jack Sikma*              | Seattle SuperSonics (5)                  | Nie wybierano             | Nie wybierano                           |
| 1977/78 | Norm Nixon               | Los Angeles Lakers (5)                   | Nie wybierano             | Nie wybierano                           |
| 1978/79 | Phil Ford                | Kansas City Kings (4)                    | Nie wybierano             | Nie wybierano                           |
| 1978/79 | Mychal Thompson          | Portland Trail Blazers (5)               | Nie wybierano             | Nie wybierano                           |
| 1978/79 | Ron Brewer               | Portland Trail Blazers (6)               | Nie wybierano             | Nie wybierano                           |
| 1978/79 | Reggie Theus             | Chicago Bulls (4)                        | Nie wybierano             | Nie wybierano                           |
| 1978/79 | Terry Tyler              | Detroit Pistons (6)                      | Nie wybierano             | Nie wybierano                           |
| 1979/80 | Larry Bird*              | Boston Celtics (4)                       | Nie wybierano             | Nie wybierano                           |
| 1979/80 | Magic Johnson*           | Los Angeles Lakers (6)                   | Nie wybierano             | Nie wybierano                           |
| 1979/80 | Bill Cartwright          | New York Knicks (9)                      | Nie wybierano             | Nie wybierano                           |
| 1979/80 | Calvin Natt              | Portland Trail Blazers (7)               | Nie wybierano             | Nie wybierano                           |
| 1979/80 | David Greenwood          | Chicago Bulls (5)                        | Nie wybierano             | Nie wybierano                           |
| 1980/81 | Joe Barry Carroll        | Golden State Warriors (6)                | Nie wybierano             | Nie wybierano                           |
| 1980/81 | Darrell Griffith         | Utah Jazz                                | Nie wybierano             | Nie wybierano                           |
| 1980/81 | Larry Smith              | Golden State Warriors (7)                | Nie wybierano             | Nie wybierano                           |
| 1980/81 | Kevin McHale*            | Boston Celtics (5)                       | Nie wybierano             | Nie wybierano                           |
| 1980/81 | Kelvin Ransey            | Portland Trail Blazers (8)               | Nie wybierano             | Nie wybierano                           |
| 1981/82 | Kelly Tripucka           | Detroit Pistons (7)                      | Nie wybierano             | Nie wybierano                           |
| 1981/82 | Jay Vincent              | Dallas Mavericks                         | Nie wybierano             | Nie wybierano                           |
| 1981/82 | Isiah Thomas*            | Detroit Pistons (8)                      | Nie wybierano             | Nie wybierano                           |
| 1981/82 | Buck Williams            | New Jersey Nets (2)                      | Nie wybierano             | Nie wybierano                           |
| 1981/82 | Jeff Ruland              | Washington Bullets (11)                  | Nie wybierano             | Nie wybierano                           |
| 1982/83 | Terry Cummings           | San Diego Clippers (6)                   | Nie wybierano             | Nie wybierano                           |
| 1982/83 | Clark Kellogg            | Indiana Pacers                           | Nie wybierano             | Nie wybierano                           |
| 1982/83 | Dominique Wilkins*       | Atlanta Hawks (6)                        | Nie wybierano             | Nie wybierano                           |
| 1982/83 | James Worthy*            | Los Angeles Lakers (7)                   | Nie wybierano             | Nie wybierano                           |
| 1982/83 | Quintin Dailey           | Chicago Bulls (6)                        | Nie wybierano             | Nie wybierano                           |
| 1983/84 | Ralph Sampson*           | Houston Rockets (5)                      | Nie wybierano             | Nie wybierano                           |
| 1983/84 | Steve Stipanovich        | Indiana Pacers (2)                       | Nie wybierano             | Nie wybierano                           |
| 1983/84 | Byron Scott              | Los Angeles Lakers (8)                   | Nie wybierano             | Nie wybierano                           |
| 1983/84 | Jeff Malone              | Washington Bullets (12)                  | Nie wybierano             | Nie wybierano                           |
| 1983/84 | Thurl Bailey (tie)       | Utah Jazz (2)                            | Nie wybierano             | Nie wybierano                           |
| 1983/84 | Darrell Walker (tie)     | New York Knicks (10)                     | Nie wybierano             | Nie wybierano                           |
| 1984/85 | Michael Jordan*          | Chicago Bulls (7)                        | Nie wybierano             | Nie wybierano                           |
| 1984/85 | Akeem Olajuwon*          | Houston Rockets (6)                      | Nie wybierano             | Nie wybierano                           |
| 1984/85 | Sam Bowie                | Portland Trail Blazers (9)               | Nie wybierano             | Nie wybierano                           |
| 1984/85 | Charles Barkley*         | Philadelphia 76ers (4)                   | Nie wybierano             | Nie wybierano                           |
| 1984/85 | Sam Perkins              | Dallas Mavericks (2)                     | Nie wybierano             | Nie wybierano                           |
| 1985/86 | Xavier McDaniel          | Seattle SuperSonics (6)                  | Nie wybierano             | Nie wybierano                           |
| 1985/86 | Patrick Ewing*           | New York Knicks (11)                     | Nie wybierano             | Nie wybierano                           |
| 1985/86 | Karl Malone*             | Utah Jazz (3)                            | Nie wybierano             | Nie wybierano                           |
| 1985/86 | Joe Dumars*              | Detroit Pistons (9)                      | Nie wybierano             | Nie wybierano                           |
| 1985/86 | Charles Oakley           | Chicago Bulls (8)                        | Nie wybierano             | Nie wybierano                           |
| 1986/87 | Brad Daugherty           | Cleveland Cavaliers (3)                  | Nie wybierano             | Nie wybierano                           |
| 1986/87 | Ron Harper               | Cleveland Cavaliers (4)                  | Nie wybierano             | Nie wybierano                           |
| 1986/87 | Chuck Person             | Indiana Pacers (3)                       | Nie wybierano             | Nie wybierano                           |
| 1986/87 | Roy Tarpley              | Dallas Mavericks (3)                     | Nie wybierano             | Nie wybierano                           |
| 1986/87 | John Williams            | Cleveland Cavaliers (5)                  | Nie wybierano             | Nie wybierano                           |
| 1987/88 | Mark Jackson             | New York Knicks (12)                     | Nie wybierano             | Nie wybierano                           |
| 1987/88 | Armen Gilliam            | Phoenix Suns (6)                         | Nie wybierano             | Nie wybierano                           |
| 1987/88 | Kenny Smith              | Sacramento Kings (5)                     | Nie wybierano             | Nie wybierano                           |
| 1987/88 | Greg Anderson            | San Antonio Spurs                        | Nie wybierano             | Nie wybierano                           |
| 1987/88 | Derrick McKey            | Seattle SuperSonics (7)                  | Nie wybierano             | Nie wybierano                           |
| 1988/89 | Mitch Richmond*          | Golden State Warriors (8)                | Brian Shaw                | Boston Celtics (6)                      |
| 1988/89 | Willie Anderson          | San Antonio Spurs (2)                    | Rex Chapman               | Charlotte Hornets                       |
| 1988/89 | Hersey Hawkins           | Philadelphia 76ers (5)                   | Chris Morris              | New Jersey Nets (3)                     |
| 1988/89 | Rik Smits                | Indiana Pacers (4)                       | Rod Strickland            | New York Knicks (13)                    |
| 1988/89 | Charles Smith            | Los Angeles Clippers (7)                 | Kevin Edwards             | Miami Heat                              |
| 1989/90 | David Robinson*          | San Antonio Spurs (3)                    | J.R. Reid                 | Charlotte Hornets (2)                   |
| 1989/90 | Tim Hardaway             | Golden State Warriors (9)                | Sean Elliott              | San Antonio Spurs (4)                   |
| 1989/90 | Vlade Divac*             | Los Angeles Lakers (9)                   | Stacey King               | Chicago Bulls (9)                       |
| 1989/90 | Sherman Douglas          | Miami Heat (2)                           | Blue Edwards              | Utah Jazz (4)                           |
| 1989/90 | Pooh Richardson          | Minnesota Timberwolves                   | Glen Rice                 | Miami Heat (3)                          |
| 1990/91 | Kendall Gill             | Charlotte Hornets (3)                    | Chris Jackson             | Denver Nuggets                          |
| 1990/91 | Dennis Scott             | Orlando Magic                            | Gary Payton*              | Seattle SuperSonics (8)                 |
| 1990/91 | Dee Brown                | Boston Celtics (7)                       | Felton Spencer            | Minnesota Timberwolves (2)              |
| 1990/91 | Lionel Simmons           | Sacramento Kings (6)                     | Travis Mays               | Sacramento Kings (7)                    |
| 1990/91 | Derrick Coleman          | New Jersey Nets (4)                      | Willie Burton             | Miami Heat (4)                          |
| 1991/92 | Larry Johnson            | Charlotte Hornets (4)                    | Rick Fox                  | Boston Celtics (8)                      |
| 1991/92 | Dikembe Mutombo*         | Denver Nuggets (2)                       | Terrell Brandon           | Cleveland Cavaliers (6)                 |
| 1991/92 | Billy Owens              | Golden State Warriors (10)               | Larry Stewart             | Washington Bullets (13)                 |
| 1991/92 | Steve Smith              | Miami Heat (5)                           | Stanley Roberts           | Orlando Magic (2)                       |
| 1991/92 | Stacey Augmon            | Atlanta Hawks (7)                        | Mark Macon                | Denver Nuggets (3)                      |
| 1992/93 | Shaquille O'Neal*        | Orlando Magic (3)                        | Walt Williams             | Sacramento Kings (8)                    |
| 1992/93 | Alonzo Mourning*         | Charlotte Hornets (5)                    | Robert Horry              | Houston Rockets (7)                     |
| 1992/93 | Christian Laettner       | Minnesota Timberwolves (3)               | Latrell Sprewell          | Golden State Warriors (11)              |
| 1992/93 | Tom Gugliotta            | Washington Bullets (14)                  | Clarence Weatherspoon     | Philadelphia 76ers (6)                  |
| 1992/93 | LaPhonso Ellis           | Denver Nuggets (4)                       | Richard Dumas             | Phoenix Suns (7)                        |
| 1993/94 | Chris Webber*            | Golden State Warriors (12)               | Dino Rađa*                | Boston Celtics (9)                      |
| 1993/94 | Penny Hardaway           | Orlando Magic (4)                        | Nick Van Exel             | Los Angeles Lakers (10)                 |
| 1993/94 | Vin Baker                | Milwaukee Bucks (4)                      | Shawn Bradley             | Philadelphia 76ers (7)                  |
| 1993/94 | Jamal Mashburn           | Dallas Mavericks (4)                     | Toni Kukoč                | Chicago Bulls (10)                      |
| 1993/94 | Isaiah Rider             | Minnesota Timberwolves (4)               | Lindsey Hunter            | Detroit Pistons (10)                    |
| 1994/95 | Jason Kidd*              | Dallas Mavericks (5)                     | Juwan Howard              | Washington Bullets (15)                 |
| 1994/95 | Grant Hill*              | Detroit Pistons (11)                     | Eric Montross             | Boston Celtics (10)                     |
| 1994/95 | Glenn Robinson           | Milwaukee Bucks (5)                      | Wesley Person             | Phoenix Suns (8)                        |
| 1994/95 | Eddie Jones              | Los Angeles Lakers (11)                  | Jalen Rose                | Denver Nuggets (5)                      |
| 1994/95 | Brian Grant              | Sacramento Kings (9)                     | Donyell Marshall (tie)    | Golden State Warriors (13)              |
| 1994/95 | Brian Grant              | Sacramento Kings (9)                     | Sharone Wright (tie)      | Philadelphia 76ers (8)                  |
| 1995/96 | Damon Stoudamire         | Toronto Raptors                          | Kevin Garnett*            | Minnesota Timberwolves (5)              |
| 1995/96 | Joe Smith                | Golden State Warriors (14)               | Bryant Reeves             | Vancouver Grizzlies                     |
| 1995/96 | Jerry Stackhouse         | Philadelphia 76ers (9)                   | Brent Barry               | Los Angeles Clippers (8)                |
| 1995/96 | Antonio McDyess          | Denver Nuggets (6)                       | Rasheed Wallace           | Washington Bullets (16)                 |
| 1995/96 | Arvydas Sabonis* (tie)   | Portland Trail Blazers (10)              | Tyus Edney                | Sacramento Kings (10)                   |
| 1995/96 | Michael Finley (tie)     | Phoenix Suns (9)                         | Tyus Edney                | Sacramento Kings (10)                   |
| 1996/97 | Shareef Abdur-Rahim      | Vancouver Grizzlies (2)                  | Kerry Kittles             | New Jersey Nets (5)                     |
| 1996/97 | Allen Iverson*           | Philadelphia 76ers (10)                  | Ray Allen*                | Milwaukee Bucks (6)                     |
| 1996/97 | Stephon Marbury          | Minnesota Timberwolves (6)               | Travis Knight             | Los Angeles Lakers (12)                 |
| 1996/97 | Marcus Camby             | Toronto Raptors (2)                      | Kobe Bryant*              | Los Angeles Lakers (13)                 |
| 1996/97 | Antoine Walker           | Boston Celtics (11)                      | Matt Maloney              | Houston Rockets (8)                     |
| 1997/98 | Tim Duncan*              | San Antonio Spurs (5)                    | Tim Thomas                | Philadelphia 76ers (11)                 |
| 1997/98 | Keith Van Horn           | New Jersey Nets (6)                      | Cedric Henderson          | Cleveland Cavaliers (9)                 |
| 1997/98 | Brevin Knight            | Cleveland Cavaliers (7)                  | Derek Anderson            | Cleveland Cavaliers (10)                |
| 1997/98 | Žydrūnas Ilgauskas       | Cleveland Cavaliers (8)                  | Maurice Taylor            | Los Angeles Clippers (9)                |
| 1997/98 | Ron Mercer               | Boston Celtics (12)                      | Bobby Jackson             | Denver Nuggets (7)                      |
| 1998/99 | Vince Carter*            | Toronto Raptors (3)                      | Michael Dickerson         | Houston Rockets (9)                     |
| 1998/99 | Paul Pierce*             | Boston Celtics (13)                      | Michael Doleac            | Orlando Magic (5)                       |
| 1998/99 | Jason Williams           | Sacramento Kings (11)                    | Cuttino Mobley            | Houston Rockets (10)                    |
| 1998/99 | Mike Bibby               | Vancouver Grizzlies (3)                  | Michael Olowokandi        | Los Angeles Clippers (10)               |
| 1998/99 | Matt Harpring            | Orlando Magic (6)                        | Antawn Jamison            | Golden State Warriors (15)              |
| 1999/00 | Elton Brand              | Chicago Bulls (11)                       | Shawn Marion              | Phoenix Suns (10)                       |
| 1999/00 | Steve Francis            | Houston Rockets (11)                     | Ron Artest                | Chicago Bulls (12)                      |
| 1999/00 | Lamar Odom               | Los Angeles Clippers (11)                | James Posey               | Denver Nuggets (8)                      |
| 1999/00 | Wally Szczerbiak         | Minnesota Timberwolves (7)               | Jason Terry               | Atlanta Hawks (8)                       |
| 1999/00 | Andre Miller             | Cleveland Cavaliers (11)                 | Chucky Atkins             | Orlando Magic (7)                       |
| 2000/01 | Mike Miller              | Orlando Magic (8)                        | Hedo Türkoğlu             | Sacramento Kings (12)                   |
| 2000/01 | Kenyon Martin            | New Jersey Nets (7)                      | Desmond Mason             | Seattle SuperSonics (9)                 |
| 2000/01 | Marc Jackson             | Golden State Warriors (16)               | Courtney Alexander        | Washington Wizards (17)                 |
| 2000/01 | Morris Peterson          | Toronto Raptors (4)                      | Marcus Fizer              | Chicago Bulls (13)                      |
| 2000/01 | Darius Miles             | Los Angeles Clippers (12)                | Chris Mihm                | Cleveland Cavaliers (12)                |
| 2001/02 | Pau Gasol*               | Memphis Grizzlies (4)                    | Jamaal Tinsley            | Indiana Pacers (5)                      |
| 2001/02 | Shane Battier            | Memphis Grizzlies (5)                    | Richard Jefferson         | New Jersey Nets (8)                     |
| 2001/02 | Jason Richardson         | Golden State Warriors (17)               | Eddie Griffin             | Houston Rockets (12)                    |
| 2001/02 | Tony Parker*             | San Antonio Spurs (6)                    | Željko Rebrača            | Detroit Pistons (12)                    |
| 2001/02 | Andriej Kirilenko        | Utah Jazz (5)                            | Vladimir Radmanović (tie) | Seattle SuperSonics (10)                |
| 2001/02 | Andriej Kirilenko        | Utah Jazz (5)                            | Joe Johnson (tie)         | Phoenix Suns (11)                       |
| 2002/03 | Yao Ming*                | Houston Rockets (13)                     | Manu Ginóbili*            | San Antonio Spurs (7)                   |
| 2002/03 | Amare Stoudemire         | Phoenix Suns (12)                        | Gordan Giriček            | Memphis Grizzlies (6) Orlando Magic (9) |
| 2002/03 | Caron Butler             | Miami Heat (6)                           | Carlos Boozer             | Cleveland Cavaliers (13)                |
| 2002/03 | Drew Gooden              | Memphis Grizzlies (7) Orlando Magic (10) | Jay Williams              | Chicago Bulls (14)                      |
| 2002/03 | Nene Hilario             | Denver Nuggets (9)                       | J.R. Bremer               | Boston Celtics (14)                     |
| 2003/04 | Carmelo Anthony          | Denver Nuggets (10)                      | Josh Howard               | Dallas Mavericks (6)                    |
| 2003/04 | LeBron James^            | Cleveland Cavaliers (14)                 | T.J. Ford                 | Milwaukee Bucks (7)                     |
| 2003/04 | Dwyane Wade*             | Miami Heat (7)                           | Udonis Haslem             | Miami Heat (8)                          |
| 2003/04 | Chris Bosh*              | Toronto Raptors (5)                      | Jarvis Hayes              | Washington Wizards (18)                 |
| 2003/04 | Kirk Hinrich             | Chicago Bulls (15)                       | Marquis Daniels           | Dallas Mavericks (7)                    |
| 2004/05 | Emeka Okafor             | Charlotte Bobcats (6)                    | Nenad Krstić              | New Jersey Nets (9)                     |
| 2004/05 | Dwight Howard            | Orlando Magic (11)                       | Josh Smith                | Atlanta Hawks (9)                       |
| 2004/05 | Ben Gordon               | Chicago Bulls (16)                       | Josh Childress            | Atlanta Hawks (10)                      |
| 2004/05 | Andre Iguodala           | Philadelphia 76ers (12)                  | Jameer Nelson             | Orlando Magic (12)                      |
| 2004/05 | Luol Deng                | Chicago Bulls (17)                       | Al Jefferson              | Boston Celtics (15)                     |
| 2005/06 | Chris Paul^              | New Orleans/Oklahoma City Hornets        | Danny Granger             | Indiana Pacers (6)                      |
| 2005/06 | Charlie Villanueva       | Toronto Raptors (6)                      | Raymond Felton            | Charlotte Bobcats (7)                   |
| 2005/06 | Andrew Bogut             | Milwaukee Bucks (8)                      | Luther Head               | Houston Rockets (14)                    |
| 2005/06 | Deron Williams^          | Utah Jazz (6)                            | Marvin Williams           | Atlanta Hawks (11)                      |
| 2005/06 | Channing Frye            | New York Knicks (14)                     | Ryan Gomes                | Boston Celtics (16)                     |
| 2006/07 | Brandon Roy              | Portland Trail Blazers (11)              | Paul Millsap              | Utah Jazz (7)                           |
| 2006/07 | Andrea Bargnani          | Toronto Raptors (7)                      | Adam Morrison             | Charlotte Bobcats (8)                   |
| 2006/07 | Randy Foye               | Minnesota Timberwolves (8)               | Tyrus Thomas              | Chicago Bulls (18)                      |
| 2006/07 | Rudy Gay                 | Memphis Grizzlies (8)                    | Craig Smith               | Minnesota Timberwolves (9)              |
| 2006/07 | Jorge Garbajosa (tie)    | Toronto Raptors (8)                      | Rajon Rondo (tie)         | Boston Celtics (17)                     |
| 2006/07 | LaMarcus Aldridge (tie)  | Portland Trail Blazers (12)              | Walter Herrmann (tie)     | Charlotte Bobcats (9)                   |
| 2006/07 | LaMarcus Aldridge (tie)  | Portland Trail Blazers (12)              | Marcus Williams (tie)     | New Jersey Nets (10)                    |
| 2007/08 | Al Horford^              | Atlanta Hawks (12)                       | Jamario Moon              | Toronto Raptors (9)                     |
| 2007/08 | Kevin Durant^            | Seattle SuperSonics (11)                 | Juan Carlos Navarro       | Memphis Grizzlies (9)                   |
| 2007/08 | Luis Scola               | Houston Rockets (15)                     | Thaddeus Young^           | Philadelphia 76ers (13)                 |
| 2007/08 | Al Thornton              | Los Angeles Clippers (13)                | Rodney Stuckey            | Detroit Pistons (13)                    |
| 2007/08 | Jeff Green^              | Seattle SuperSonics (12)                 | Carl Landry               | Houston Rockets (16)                    |
| 2008/09 | Derrick Rose^            | Chicago Bulls (19)                       | Eric Gordon^              | Los Angeles Clippers (14)               |
| 2008/09 | O.J. Mayo                | Memphis Grizzlies (10)                   | Kevin Love^               | Minnesota Timberwolves (10)             |
| 2008/09 | Russell Westbrook^       | Oklahoma City Thunder (13)               | Mario Chalmers            | Miami Heat (10)                         |
| 2008/09 | Brook Lopez^             | New Jersey Nets (11)                     | Marc Gasol                | Memphis Grizzlies (11)                  |
| 2008/09 | Michael Beasley          | Miami Heat (9)                           | D.J. Augustin (tie)       | Charlotte Bobcats (10)                  |
| 2008/09 | Michael Beasley          | Miami Heat (9)                           | Rudy Fernández (tie)      | Portland Trail Blazers (13)             |
| 2009/10 | Tyreke Evans             | Sacramento Kings (13)                    | Marcus Thornton           | New Orleans Hornets (2)                 |
| 2009/10 | Brandon Jennings         | Milwaukee Bucks (9)                      | DeJuan Blair              | San Antonio Spurs (8)                   |
| 2009/10 | Stephen Curry^           | Golden State Warriors (18)               | James Harden^             | Oklahoma City Thunder (14)              |
| 2009/10 | Darren Collison          | New Orleans Hornets (3)                  | Jonny Flynn               | Minnesota Timberwolves (11)             |
| 2009/10 | Taj Gibson               | Chicago Bulls (20)                       | Jonas Jerebko             | Detroit Pistons (14)                    |
| 2010/11 | Blake Griffin            | Los Angeles Clippers (15)                | Greg Monroe               | Detroit Pistons (15)                    |
| 2010/11 | John Wall                | Washington Wizards (19)                  | Wesley Johnson            | Minnesota Timberwolves (12)             |
| 2010/11 | Landry Fields            | New York Knicks (15)                     | Eric Bledsoe^             | Los Angeles Clippers (16)               |
| 2010/11 | DeMarcus Cousins         | Sacramento Kings (14)                    | Derrick Favors            | Utah Jazz (8)                           |
| 2010/11 | Gary Neal^               | San Antonio Spurs (9)                    | Paul George^              | Indiana Pacers (7)                      |
| 2011/12 | Kyrie Irving^            | Cleveland Cavaliers (15)                 | Isaiah Thomas^            | Sacramento Kings (15)                   |
| 2011/12 | Ricky Rubio              | Minnesota Timberwolves (13)              | MarShon Brooks            | New Jersey Nets (12)                    |
| 2011/12 | Kenneth Faried           | Denver Nuggets (11)                      | Chandler Parsons          | Houston Rockets (17)                    |
| 2011/12 | Klay Thompson^           | Golden State Warriors (19)               | Tristan Thompson^         | Cleveland Cavaliers (16)                |
| 2011/12 | Kawhi Leonard^ (tie)     | San Antonio Spurs (10)                   | Tristan Thompson^         | Cleveland Cavaliers (16)                |
| 2011/12 | Iman Shumpert (tie)      | New York Knicks (16)                     | Derrick Williams          | Minnesota Timberwolves (14)             |
| 2011/12 | Brandon Knight (tie)     | Detroit Pistons (16)                     | Derrick Williams          | Minnesota Timberwolves (14)             |
| 2012/13 | Damian Lillard^          | Portland Trail Blazers (14)              | Andre Drummond^           | Detroit Pistons (17)                    |
| 2012/13 | Bradley Beal^            | Washington Wizards (20)                  | Jonas Valančiūnas^        | Toronto Raptors (10)                    |
| 2012/13 | Anthony Davis^           | New Orleans Hornets (4)                  | Michael Kidd-Gilchrist    | Charlotte Bobcats (11)                  |
| 2012/13 | Dion Waiters             | Cleveland Cavaliers (17)                 | Kyle Singler              | Detroit Pistons (18)                    |
| 2012/13 | Harrison Barnes^         | Golden State Warriors (20)               | Tyler Zeller              | Cleveland Cavaliers (18)                |
| 2013/14 | Michael Carter-Williams^ | Philadelphia 76ers (14)                  | Kelly Olynyk^             | Boston Celtics (18)                     |
| 2013/14 | Victor Oladipo^          | Orlando Magic (13)                       | Giannis Antetokounmpo^    | Milwaukee Bucks (10)                    |
| 2013/14 | Trey Burke               | Utah Jazz (10)                           | Gorgui Dieng              | Minnesota Timberwolves (15)             |
| 2013/14 | Mason Plumlee^           | Brooklyn Nets (13)                       | Cody Zeller^              | Charlotte Bobcats (12)                  |
| 2013/14 | Tim Hardaway, Jr.^       | New York Knicks (17)                     | Steven Adams^             | Oklahoma City Thunder (15)              |
| 2014/15 | Andrew Wiggins^          | Minnesota Timberwolves (16)              | Marcus Smart^             | Boston Celtics (19)                     |
| 2014/15 | Nikola Mirotić           | Chicago Bulls (21)                       | Zach LaVine^              | Minnesota Timberwolves (17)             |
| 2014/15 | Nerlens Noel             | Philadelphia 76ers (15)                  | Bojan Bogdanović^         | Brooklyn Nets (14)                      |
| 2014/15 | Elfrid Payton            | Orlando Magic (14)                       | Jusuf Nurkić^             | Denver Nuggets (12)                     |
| 2014/15 | Jordan Clarkson^         | Los Angeles Lakers (14)                  | Langston Galloway         | New York Knicks (18)                    |
| 2015/16 | Karl-Anthony Towns^      | Minnesota Timberwolves (18)              | Justise Winslow           | Miami Heat (11)                         |
| 2015/16 | Kristaps Porzingis^      | New York Knicks (19)                     | D'Angelo Russell^         | Los Angeles Lakers (15)                 |
| 2015/16 | Devin Booker^            | Phoenix Suns (13)                        | Emmanuel Mudiay           | Denver Nuggets (14)                     |
| 2015/16 | Nikola Jokić^            | Denver Nuggets (13)                      | Myles Turner^             | Indiana Pacers (8)                      |
| 2015/16 | Jahlil Okafor            | Philadelphia 76ers (16)                  | Willie Cauley-Stein       | Sacramento Kings (16)                   |
| 2016/17 | Malcolm Brogdon^         | Milwaukee Bucks (11)                     | Jamal Murray^             | Denver Nuggets (15)                     |
| 2016/17 | Dario Šarić^             | Philadelphia 76ers (17)                  | Jaylen Brown^             | Boston Celtics (20)                     |
| 2016/17 | Joel Embiid^             | Philadelphia 76ers (18)                  | Marquese Chriss           | Phoenix Suns (14)                       |
| 2016/17 | Buddy Hield^             | New Orleans Pelicans (5)                 | Brandon Ingram^           | Los Angeles Lakers (16)                 |
| 2016/17 | Willy Hernangómez        | New York Knicks (20)                     | Yogi Ferrell              | Dallas Mavericks (8)                    |
| 2017/18 | Ben Simmons^             | Philadelphia 76ers (19)                  | Dennis Smith Jr.^         | Dallas Mavericks (9)                    |
| 2017/18 | Donovan Mitchell^        | Utah Jazz (11)                           | Lonzo Ball^               | Los Angeles Lakers (18)                 |
| 2017/18 | Jayson Tatum^            | Boston Celtics (21)                      | John Collins^             | Atlanta Hawks (13)                      |
| 2017/18 | Kyle Kuzma^              | Los Angeles Lakers (17)                  | Bogdan Bogdanović^        | Sacramento Kings (18)                   |
| 2017/18 | Lauri Markkanen^         | Chicago Bulls (22)                       | Josh Jackson              | Phoenix Suns (15)                       |
| 2018/19 | Luka Dončić^             | Dallas Mavericks (10)                    | Shai Gilgeous-Alexander^  | Los Angeles Clippers (17)               |
| 2018/19 | Trae Young^              | Atlanta Hawks (14)                       | Collin Sexton^            | Cleveland Cavaliers (19)                |
| 2018/19 | Deandre Ayton^           | Phoenix Suns (16)                        | Landry Shamet^            | Los Angeles Clippers (18)               |
| 2018/19 | Jaren Jackson Jr^        | Memphis Grizzlies (12)                   | Mitchell Robinson^        | New York Knicks (21)                    |
| 2018/19 | Marvin Bagley^           | Sacramento Kings (18)                    | Kevin Huerter^            | Atlanta Hawks (15)                      |
| 2019/20 | Ja Morant^               | Memphis Grizzlies (13)                   | Tyler Herro^              | Miami Heat (13)                         |
| 2019/20 | Kendrick Nunn            | Miami Heat (12)                          | Terence Davis             | Toronto Raptors (11)                    |
| 2019/20 | Brandon Clarke^          | Memphis Grizzlies (14)                   | Coby White^               | Chicago Bulls (23)                      |
| 2019/20 | Zion Williamson^         | New Orleans Pelicans (6)                 | P.J. Washington^          | Charlotte Hornets (13)                  |
| 2019/20 | Eric Paschall            | Golden State Warriors (21)               | Rui Hachimura^            | Washington Wizards (21)                 |
| 2020/21 | LaMelo Ball^             | Charlotte Hornets (14)                   | Immanuel Quickley^        | New York Knicks (22)                    |
| 2020/21 | Anthony Edwards^         | Minnesota Timberwolves (19)              | Desmond Bane^             | Memphis Grizzlies (15)                  |
| 2020/21 | Tyrese Haliburton^       | Sacramento Kings (19)                    | Isaiah Stewart^           | Detroit Pistons (20)                    |
| 2020/21 | Saddiq Bey^              | Detroit Pistons (19)                     | Isaac Okoro^              | Cleveland Cavaliers (20)                |
| 2020/21 | Jae’Sean Tate^           | Houston Rockets (18)                     | Patrick Williams^         | Chicago Bulls (24)                      |
| 2021/22 | Scottie Barnes^          | Toronto Raptors (12)                     | Herbert Jones^            | New Orleans Pelicans (7)                |
| 2021/22 | Evan Mobley^             | Cleveland Cavaliers (21)                 | Chris Duarte^             | Indiana Pacers (9)                      |
| 2021/22 | Cade Cunningham^         | Detroit Pistons (21)                     | Nah’Shon Hyland^          | Denver Nuggets (16)                     |
| 2021/22 | Franz Wagner^            | Orlando Magic (15)                       | Ayo Dosunmu^              | Chicago Bulls (25)                      |
| 2021/22 | Jalen Green^             | Houston Rockets (19)                     | Josh Giddey^              | Oklahoma City Thunder (16)              |
| 2022/23 | Paolo Banchero^          | Orlando Magic (16)                       | Jalen Duren^              | Detroit Pistons (22)                    |
| 2022/23 | Walker Kessler^          | Utah Jazz (12)                           | Tari Eason^               | Houston Rockets (20)                    |
| 2022/23 | Bennedict Mathurin^      | Indiana Pacers (10)                      | Jaden Ivey^               | Detroit Pistons (23)                    |
| 2022/23 | Keegan Murray^           | Sacramento Kings (20)                    | Jabari Smith^             | Houston Rockets (21)                    |
| 2022/23 | Jalen Williams^          | Oklahoma City Thunder (17)               | Jeremy Sochan^            | San Antonio Spurs (11)                  |
| 2023/24 | Victor Wembanyama^       | San Antonio Spurs (12)                   | Dereck Lively II^         | Dallas Mavericks (11)                   |
| 2023/24 | Chet Holmgren^           | Oklahoma City Thunder (18)               | G.G. Jackson^             | Memphis Grizzlies (16)                  |
| 2023/24 | Brandon Miller^          | Charlotte Hornets (15)                   | Keyonte George^           | Utah Jazz (13)                          |
| 2023/24 | Jaime Jaquez Jr.^        | Miami Heat (14)                          | Amen Thompson^            | Houston Rockets (22)                    |
| 2023/24 | Brandin Podziemski^      | Golden State Warriors (22)               | Cason Wallace^            | Oklahoma City Thunder (19)              |